# Tương quan sinh trưởng
Tương quan sinh trưởng hay Sinh trưởng dị tốc (Allometry) hay Sinh trưởng đẳng cự (Isometry) là môn học chuyên nghiên cứu về mối quan hệ của kích thước cơ thể với hình dạng, giải phẫu, sinh lý và cuối cùng là hành vi của các loài động vật. Môn học thuật nghiên cứu này đã được Otto Snell phác thảo lần đầu tiên vào năm 1892, và được D'Arcy Thompson tiếp mối phát triển trong tác phẩm "On Growth and Form" (Sự tăng trưởng và hình dạng) vào năm 1917 và về sau này tiếp tục được Julian Huxley hoàn thiện vào năm 1932. Tương quan sinh trưởng là một môn nghiên cứu nổi tiếng, đặc biệt trong phân tích hình dạng thống kê cho những phát triển lý thuyết của môn học này, cũng như trong môn sinh vật học cho các ứng dụng thực tế đối với tốc độ tăng trưởng khác nhau của các bộ phận của cơ thể sinh vật sống. Theo lý thuyết về sinh trưởng đẳng cự thì trường hợp mà các bộ phận của một sinh vật phát triển với cùng một tốc độ so với toàn bộ cơ thể, có nghĩa là tỷ lệ giữa các bộ phận cơ thể được giữ nguyên trong suốt quá trình phát triển. Một sinh vật trưởng thành về cơ bản chỉ là một phiên bản phóng to một cách tiêu chuẩn của lúc nó còn non, tuy vậy thực tế thì các sinh vật đều trải qua sinh trưởng dị tốc, với các bộ phận khác nhau phát triển ở các tốc độ khác nhau để thích ứng với các chức năng thay đổi trong vòng đời do đó xuất hiện yếu tố về tương quan sinh trưởng.

## Đại cương
Tỷ lệ cơ thể quan trọng đối với một sinh vật tới mức trong sinh học, người ta dành riêng ra chuyên ngành chuyên nghiên cứu về việc một loài vật có thể đạt được kích thước tối đa là bao nhiêu mà vẫn đảm bảo các hoạt động sống thông thường, gọi là môn tỷ lệ học hay tương quan sinh trưởng. Môn học này góp phần lý giải hợp lý và khoa học về hình dạng của các sinh vật (động vật) trên cơ sở phân tích, giả lập về toán học, vật lý, hình học, động lực học, trọng lượng-khối lượng và các yếu tố thực liên quan, nó giúp chỉ ra một cách thú vị về sự tồn tại phi lý của các sinh vật khổng lồ trên phim ảnh và trong những thần thoại, truyền thuyết. Với kiến vật lý và các nguyên tắc về cấu trúc để xem xét về tỷ lệ cơ thể và bài toán quái vật khổng lồ trong đời thực.
Trong sinh học, mọi chuyện không chỉ đơn giản là tăng kích thước của một con vật lên như khi phóng to một bức ảnh trên máy tính. Kích thước và tỷ lệ cơ thể có nhiều ảnh hưởng tới đặc tính, tập tính sinh hoạt cũng như cách mà một con vật tồn tại. Mối quan hệ giữa hai đại lượng đo được thường được biểu thị dưới dạng phương trình luật lũy thừa thể hiện tính đối xứng tỷ lệ. Tương quan sinh trưởng thường nghiên cứu sự khác biệt về hình dạng về tỷ lệ kích thước của các đối tượng. Hai đối tượng có kích thước khác nhau, nhưng có hình dạng chung sẽ có kích thước theo cùng một tỷ lệ. Một đối tượng sinh học phát triển khi nó trưởng thành thì kích thước của nó thay đổi theo độ tuổi, nhưng hình dạng tương tự nhau.
Một ứng dụng là nghiên cứu các loài côn trùng khác nhau (như bọ Hercules) khi có thay đổi nhỏ về kích thước cơ thể tổng thể có thể dẫn đến sự gia tăng lớn và không cân đối về kích thước của các phần phụ như chân, râu hoặc sừng. Ngoài các nghiên cứu tập trung vào sự tăng trưởng, phương pháp đo sinh trắc học cũng kiểm tra được sự thay đổi hình dạng giữa các cá thể ở độ tuổi nhất định (và giới tính) được gọi là phương pháp sinh trắc học tĩnh. So sánh các loài được sử dụng để kiểm tra tương quan giữa các loài đặc biệt hoặc việc tiến hóa. Các nghiên cứu về sinh trắc học di truyền thường sử dụng thằn lằn hoặc rắn làm sinh vật mẫu vì chúng không được nuôi nấng sau khi nở và chúng biểu hiện một loạt các kiểu kích thước cơ thể giữa giai đoạn con non và trưởng thành. Thằn lằn thường biểu hiện những thay đổi về hình dạng trong quá trình sinh dục.
Một vấn đề cũng khá liên quan là Chỉ số khối cơ thể của con người cũng gọi là chỉ số thể trọng- thường được biết đến với tên viết tắt BMI theo tên tiếng Anh Body Mass Index, là một cách nhận định cơ thể của một người là gầy hay béo bằng một chỉ số. Chỉ số này do nhà khoa học người Bỉ Adolphe Quetelet đưa ra năm 1832. Chỉ số khối cơ thể của một người tính bằng trọng lượng (kg) chia cho bình phương chiều cao (=Chiều cao x Chiều cao; có thể đo theo mét hoặc cm). Con số này có thể tính theo công thức trên hoặc chiếu theo bảng tiêu chuẩn. Chỉ số này có thể giúp xác định một người bị béo phì hay bị suy dinh dưỡng một cách khoa học căn cứ trên số liệu về hình dáng, chiều cao và cân nặng cơ thể, hoặc những nghiên cứu về trẻ tuổi dậy thì khi có sự thay đổi rõ rệt về vóc dáng thân thể nảy nở sẽ kéo theo sự thay đổi về tâm sinh lý của con người.

### Quy tắc cơ bản
Tỷ lệ đẳng áp (Isometric) hay còn gọi là phép chiếu đẳng cự sẽ diễn ra khi các mối quan hệ tỷ lệ được bảo toàn nếu kích thước thay đổi trong quá trình tăng trưởng hoặc theo thời gian tiến hóa. Một ví dụ ở loài ếch là ngoài một thời gian ngắn trong vài tuần sau khi biến thái, ếch phát triển đồng đều, vì vậy, một con ếch có đôi chân dài bằng cơ thể của nó sẽ giữ được mối tương quan đó trong suốt cuộc đời, ngay cả khi bản thân con ếch đó tăng kích thước lên rất nhiều, nghĩa là chúng sẽ phát triển đều do gen quy ước. Tỉ lệ đẳng áp được quy định theo Luật bình phương-lập phương (Square–cube law). Một sinh vật tăng gấp đôi chiều dài thì tiết diện bề mặt nó sẽ tăng lên gấp 4 lần, trong khi thể tích và khối lượng của nó sẽ tăng lên 8 lần. Nguyên tắc bình phương-lập phương nói rằng, khi một hình dạng phát triển về kích thước, thể tích của nó sẽ phát triển nhanh hơn diện tích bề mặt của nó.
Điều này giúp giải thích các hiện tượng bao gồm lý do tại sao các loài thú lớn như voi khó tự làm mát hơn những loài nhỏ như chuột, việc này có thể gây ra các vấn đề cho sinh vật. Trong trường hợp gia tăng, con vật sẽ nở gấp 8 lần mô hoạt động sinh học để hỗ trợ, nhưng dung tích của các cơ quan hô hấp của nó chỉ trương phình gấp 4 lần, gây ra sự không phù hợp giữa tăng trưởng và nhu cầu thể chất. Tương tự như vậy, sinh vật trong ví dụ trên sẽ có khối lượng gấp 8 lần khối lượng để hỗ trợ cho chân của nó, nhưng độ chịu lực của xương và cơ của chúng phụ thuộc vào tiết diện bề mặt mà chỉ tăng gấp 4 lần. Do đó, sinh vật giả định này sẽ chịu tải gấp đôi lượng xương và cơ so với phiên bản nhỏ hơn của chính nó. Sự không phù hợp dẫn đến nguy cơ đổ vỡ này có thể tránh được bằng cách "cấu trúc quá mức" khi nhỏ đi hoặc bằng cách tự điều chỉnh, thay đổi theo tỷ lệ hợp lý trong quá trình tăng trưởng, được gọi là tương quan sinh trưởng.

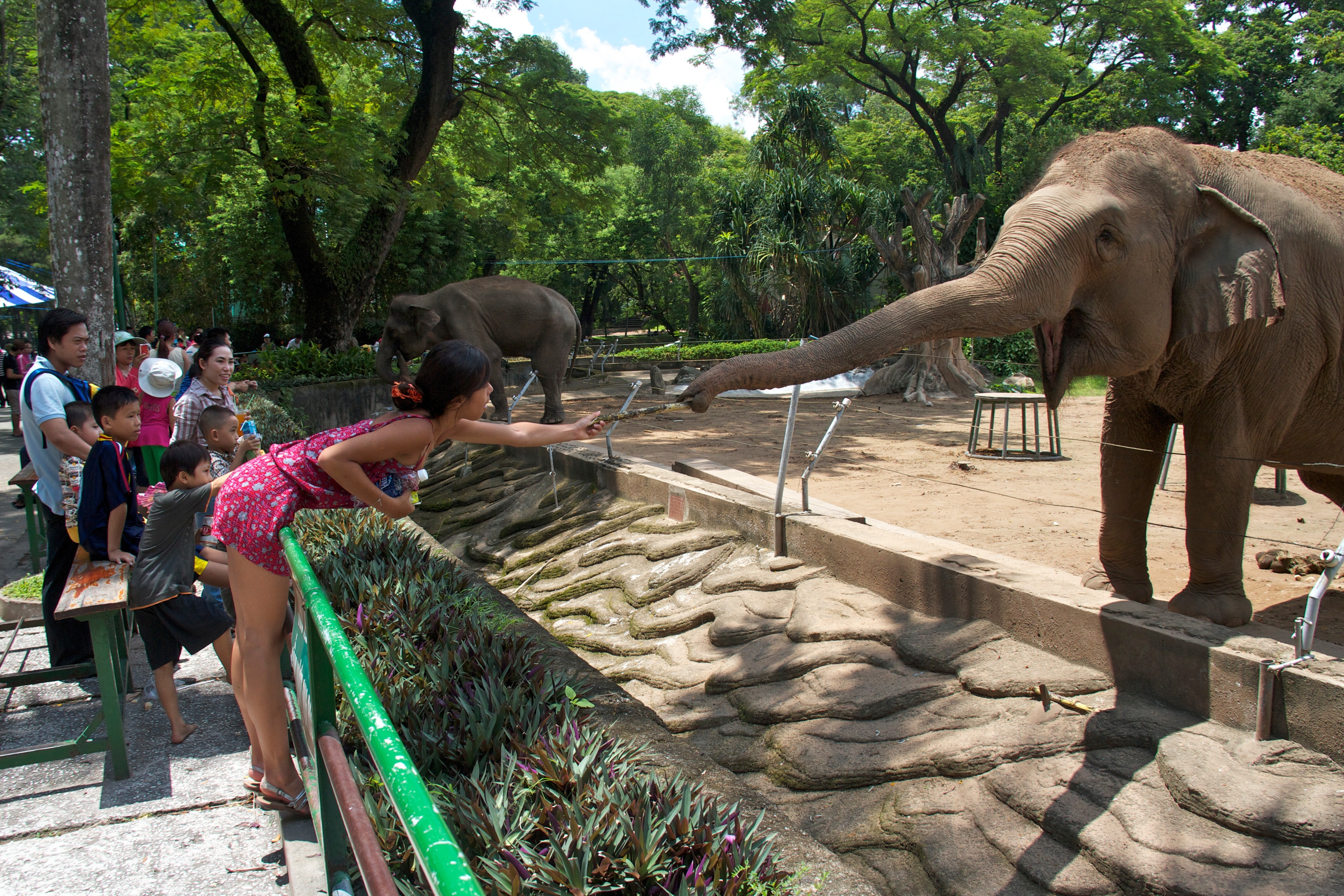
Voi và du khách tại Thảo Cầm Viên Sài Gòn ở giữa là một cái hào, không con voi nào dám nhào qua

Điển hình trong thế giới động vật minh họa cho vấn đề tỉ lệ cơ thể là về con voi trong sở thú, các con voi được nhốt trong chuồng với àng rào bao quanh mỏng manh mà nó có thể dễ dàng dùng vòi cuốn vào và nhổ phăng cả hàng rào đó ra nhưng thứ ngăn cản chúng không xổng ra ngoài chính là cái hào khô bao quanh chuồng. Hầu hết các chuồng voi đều có một cái hào được đào sâu khoảng gần 2m và không đổ nước. Với trọng lượng của một con voi, chỉ một cú ngã từ độ cao 1,5m đủ sức bẻ vụn hết tất cả các xương ống chân của nó, những con voi biết rõ và nó sẽ không giám vượt qua cái hào này để ra ngoài và với khối lượng quá lớn, voi là loài động vật trên cạn duy nhất không thể nhảy vì cơ thể không đủ sức nâng được tổng khối lượng đang gánh chịu.
Trong vật lý có nguyên tắc cơ bản là vật thể trong không gian được thể hiện bằng ba chiều: chiều cao, chiều dài, chiều sâu. Bất kỳ một vật thể nào như một hình trụ, hình lập phương hay một con khỉ mà khi tăng mỗi chiều lên n lần thì sẽ được một vật thể mới về tương quan to gấp n lần vật thể cũ. Đồng thời, trọng lượng của một vật thể tỉ lệ thuận với thể tích của nó và khi nhân một hình khối lên n lần thể tích của nó sẽ tăng với tỷ lệ là n * n * n = n^3 lần, kể cả một con khỉ hay con vật nào khác cũng theo quy tắc này. Một hình khối lập phương, khi tăng kích cỡ lên 3 lần, thể tích sẽ tăng 3^3 = 27 lần và trọng lượng cũng vậy nhưng diện tích bề mặt cắt ngang lúc này sẽ chỉ tăng có 9 lần nên hình lập phương có thể tích tăng quá đột biến so với diện tích mặt cắt khi tăng chiều cao gấp 2 và gấp 3 lần. Vậy khi chiều dài tăng 3 lần thì tiết diện cần tăng 27 lần để đảm bảo con vật đi lại được bình thường, sự tăng trưởng đều này giúp cơ thể con vật có sự cân đối tổng quát, giữ thăng bằng tốt, di chuyển thoải mái và vững chãi.

### Yếu tố tác động

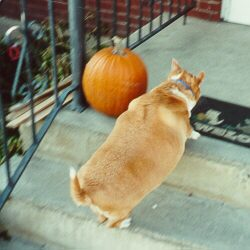
Một con Chihuahua béo phì gặp khó khăn trong việc leo lên cầu thang với cơ thể quá khổ trên tứ chi xương nhỏ mảnh

Yếu tố quyết định kích thước ở các loài khác nhau thì có nhiều yếu tố khi việc xác định khối lượng và kích thước cơ thể của một con vật nhất định. Những yếu tố này thường ảnh hưởng đến kích thước cơ thể theo sự tiến hóa, nhưng các điều kiện như nguồn thức ăn và không gian môi trường sống có thể tác động nhanh hơn nhiều đến sự tăng trưởng của một loài. Yếu tố khác như cấu trúc sinh lý đóng một vai trò trong kích thước của một loài nhất định, chẳng hạn, động vật có hệ tuần hoàn kín thường to lớn hơn động vật có hệ tuần hoàn hở. Cấu trúc cơ thể hay thiết kế cơ học cũng có thể xác định kích thước tối đa cho phép đối với một loài, cụ thể là động vật có bộ xương trong hình ống có xu hướng lớn hơn động vật có bộ xương ngoài.
Môi trường sống của động vật trong suốt quá trình tiến hóa là một trong những yếu tố quyết định lớn nhất đến kích thước của chúng. Ở trên cạn, có mối tương quan thuận giữa khối lượng cơ thể của các loài sinh vật đứng đầu trong khu vực và diện tích sẵn có. Tuy nhiên, có một số lượng lớn hơn nhiều loài kích cở nhỏ ở bất kỳ khu vực nào. Điều này rất có thể được xác định bởi các điều kiện sinh thái, các yếu tố tiến hóa và sự sẵn có của thức ăn; một quần thể nhỏ những kẻ săn mồi cở lớn phụ thuộc vào một số lượng lớn những con mồi cở nhỏ để tồn tại. Ở những môi trường không có động vật ăn thịt, chẳng hạn như những hòn đảo, nhiều loài ăn cỏ có xu hướng phát triển kích thưởng lớn hơn, thậm chí nhiều loài chim ở đây tiến hóa mất khả năng bay.
Trên không trung, có nhiều giả thuyết xoay quanh lý do tại sao loài chim hiện đại không lớn như những con quái điểu dực long thời tiền sử, nhiều người tin rằng năng lượng dùng để duy trì bộ lông sẽ quyết định kích cỡ hoặc nguyên nhân đến từ những thay đổi của khí hậu và thành phần bầu khí quyền của Trái đất. Trong môi trường nước, những động vật lớn nhất có thể phát triển để có khối lượng thân xác lớn hơn nhiều so với động vật trên cạn, nơi mà lực hấp dẫn là một yếu tố, có thể thấy những loài vật có kích thước khổng lồ nhất đều sống ở đại dương (ví dụ điển hình là cá voi xanh) và ở những nơi sâu thẳm thì các sinh vật càng to lớn hơn, các loài sinh vật này sử dụng sức nổi của cơ thể để chống lại trọng lực nên kích thước của chúng phát triển rất mạnh.
Dựa trên định luật vật lí để giải thích về hiện tượng kích thước khổng lồ của các loài sinh vật biển là định luật Kleiber và quy luật Bergmann. Định luật Kleiber giải thích rằng nếu động vật càng lớn thì mỗi gram mô trong cơ thể tiêu hao năng lượng càng chậm. Một con chó nặng 10 kg cần ăn khoảng 500 kcal/ngày còn một con voi nặng 1.000 kg (nặng gấp 100 lần) chỉ cần ăn 10.000 kcal (chỉ nhiều gấp 20 lần). Thức ăn ở đại dương rất khan hiếm nên các loài sinh vật này chủ yếu trông chờ vào lượng thức ăn trôi xuống từ tầng nước trên, chúng phải tiến hóa nhằm tăng kích thước cơ thể để tiết kiệm năng lượng tiêu hao. Quy tắc về kích thước cơ thể của Bergmann giải thích rằng, quần thể các loài có kích thước lớn hơn được tìm thấy trong môi trường lạnh hơn, và các loài có kích thước nhỏ hơn được tìm thấy ở các vùng ấm hơn, quy tắc này vẫn còn tranh cãi.
Nhiều đồn đại về loài rắn khổng lồ Titanoboa được vẫn tồn tại trong rừng rậm Amazon, nhiều người cho rằng loài rắn khổng lồ này vẫn tồn tại, về mặt lý thuyết thì khu vực rừng mưa Amazon hoàn toàn có thể là nơi sinh sống lý tưởng của Titanoboa. Titanoboa có chiều dài từ 12,8m-15m, cân nặng khoảng 1,1 tấn, phần thân mình dày nhất rộng tới 0,9m. Chúng cũng chuyên ăn cá, thậm chí nó có thể dễ dàng nuốt cả rùa, cá sấu, nó giết con mồi bằng cách cuốn quanh nạn nhân rồi siết chặt giống như những con trăn ngày nay. Vẫn chưa thể giải thích được lí do gì đã khiến cho Titanoboa có kích thước khổng lồ, nhưng có nhiều suy đoán rằng vào thời kì Paleocene, khu vực Colombia là một khu vực nhiệt đới nóng ấm với mực nhiệt độ trung bình là 32 độ C, vì khí hậu ấm áp của trái đất thời kì đó đã cho phép các loài trăn, rắn máu lạnh có được kích thước to lớn hơn so với những người họ hàng của chúng ngày nay.

## Biểu hiện hình thái

### Tương quan cấu trúc

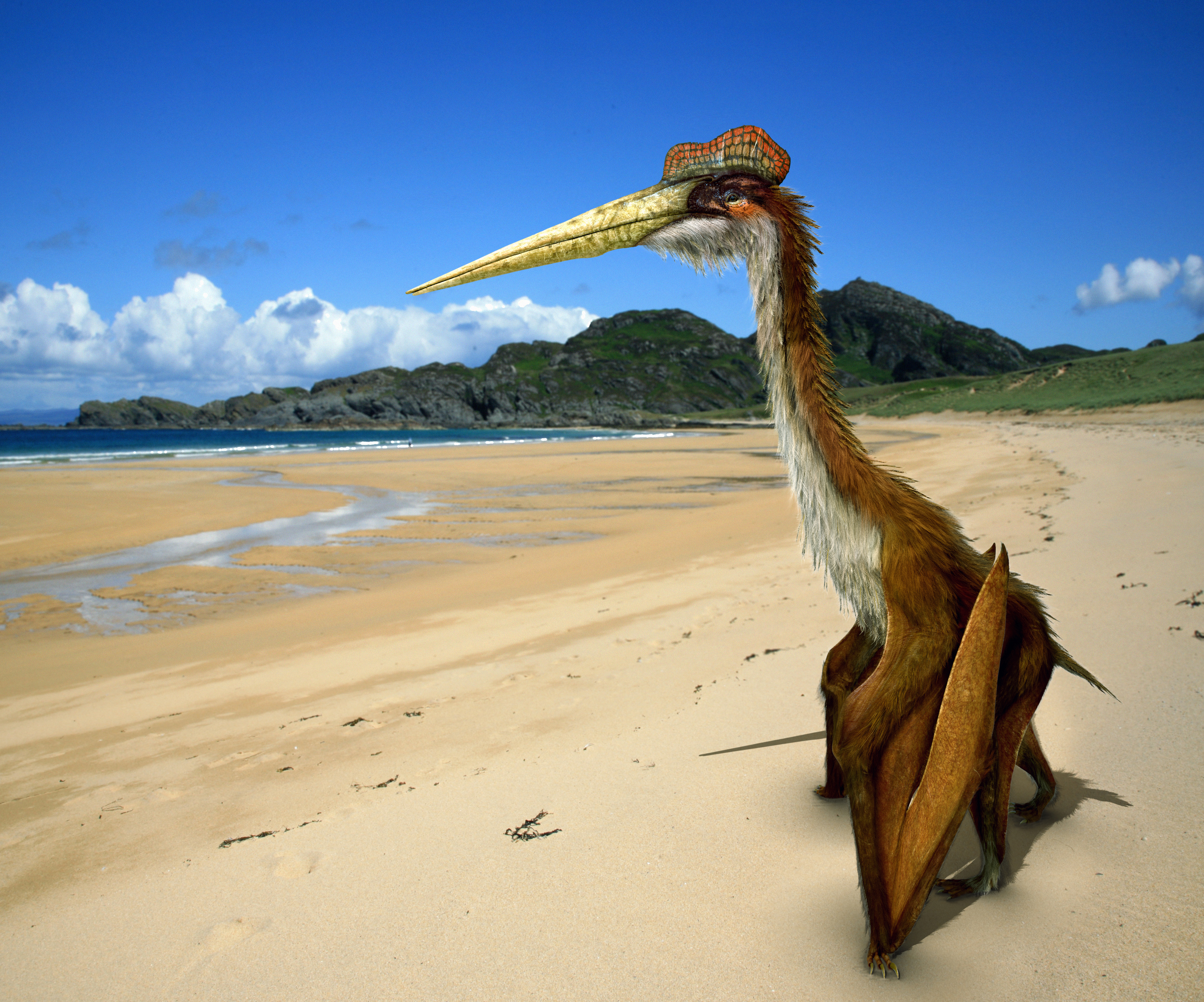
Phục dựng loài thằn lằn bay Quetzalcoatlus, chúng có sải cánh rất lớn để tấm thân bồ tượng của nó có thể bay lên được

Việc có sự chênh nhau giữa kích thước với trọng lượng tương quan dẫn tới một chiều hướng tương đối phổ biến trong thế giới động vật là khi chiều cao cơ thể tăng gấp 2 lần thì kích thước chi sẽ phải tăng nhiều hơn 2 lần để đảm bảo khả năng di chuyển, chạy nhảy của con vật khi chân của chúng phải nâng được tổng trọng lượng cơ thể đè lên, điển hình là khi so sánh giữa một con hổ và một con mèo có thể giải thích về sự tương quan này, trong khi một con hổ ở châu Á trưởng thành chỉ cao hơn một con mèo mướp từ 6-8 lần khi đứng thẳng thì xương cẳng chân của con hổ lại lớn hơn xương cẳng chân của con mèo tới 12 lần.
Có thể thấy, dù chỉ cao hơn một con mèo có 6-8 lần nhưng xương chân của một con hổ có diện tích mặt cắt gấp từ 10-12 lần xương mèo, điều này giúp con hổ có thể đi lại, chạy nhảy dễ dàng như một con mèo. So sánh xương mèo và xương hổ để thấy chỉ cần to hơn vài lần kích thước xương đã phải biến đổi nhiều lần để đảm bảo sự nhanh nhẹn, chưa kể là hệ thống cơ bắp và gân cốt hỗ trợ cho xương để trụ được áp lực của trọng lượng. Những nghiên cứu cho thấy cấu trúc xương trở nên cứng rắn và chắc chắn hơn nhiều so với kích thước của cơ thể khi mà kích thước cơ thể tăng lên
Một ví dụ dễ thấy khác về tác động của trọng lượng đến xương khớp (thoái hóa khớp) của con vật là bệnh béo phì ở thú cưng (đây là một căn bệnh thời hiện đại phổ biến trên thú cưng chứ chưa nói đến là việc đột biến và những bất thường), với tình trạng tăng trọng dẫn đến béo phì, dư mỡ hoặc thừa cân quá khổ của những con thú cưng được cho ăn, vỗ béo quá mức đã làm thân thể chúng trở nên nặng nề, mệt nhọc và từ việc dư thừa cân, quá khổ này làm phát sinh các vấn đề về xương, khớp, dây chằng do phải chịu đựng sức nặng quá tải của cơ thể dẫn đến việc gây ra khó khăn trong việc đi đứng, chạy nhảy của chúng.
Phần khớp liên kết với xương sẽ chịu thêm nhiều áp lực cho mỗi cân nặng thừa ra, áp lực này đè lên các khớp lớn hơn cũng khiến dây chằng dễ bị tổn thương, đặc biệt là dây chằng khớp gối, khiến chúng di chuyển khó nhọc hơn, ước tính có trên 24% chó mèo bị béo phì có những chứng bệnh tổng hợp về xương khớp nghiêm trọng, bao gồm viêm khớp, gai cột sống, thoát vị đĩa đệm, lệch đĩa đệm ở vật nuôi do béo phì, mở thừa tạo nên ngày càng nhiều và các biến chứng nghiêm trọng về xương khớp mỗi khi chúng di chuyển, hoạt động mà có thể gãy chân, trật khớp vì nó. Điều này cũng tương tự như những người bị béo phì, thừa cân, dư mỡ.
Một mối liên quan tương tự với sải cánh và trọng lượng của những con chim. Những con chim có trọng lượng lớn mà bay được thì chúng cũng được thiết kế với sải cách phù hợp, chẳng hạn như loài chim lớn nhất và có sải cánh rộng nhất cũng như có trọng lượng lớn nhất có thể bay từng tồn tại trên Trái Đất nay đã tuyệt chủng là loài Đại bàng khổng lồ Argentavis magnificens với trọng lượng khoảng 70 kg, gần như tương tự khi so với con người, nhưng sải cánh của nó dài tới 7 mét, tương đương với một chiếc máy bay hạng nhẹ để có thể nâng được cơ thể khổng lồ của nó lên cao. Và như vậy, những con rồng châu Âu với làn da cứng như đá trong các bộ phim chỉ là một huyền thoại do vảy dày, xương cứng, sừng nhọn và những phần cơ thể gồ ghề thì tất cả đều sẽ khiến con rồng bị kéo trĩu xuống khi bay khi chúng có đôi cánh không tương xứng.
Cấu trúc bay phù hợp nhất để có hình dạng cơ thể khổng lồ là màng cánh và loài vật bay nặng nhất trong lịch sử là loài thằn lằn bay Quetzalcoatlus sống vào cuối kỷ Creta ở Bắc Mỹ. Loài dực long mang tên Quetzlcoatlus northropi sống ở thời Phấn Trắng muộn là một trong những loài động vật bay được lớn nhất từng được biết đến, chúng có sải cánh dài khoảng 11 mét và trọng lượng 200–250 kg, gần như tương đương với trọng lượng của một con Điểu sư (Gryphon) trong truyền thuyết hay nặng tương đương một con hổ ngày nay, dư sức hạ gục một người trưởng thành, hoặc một con dê. Nhưng khi loài thằn lằn bay này đứng trên mặt đất, chúng lại cao tới 8 mét, chiều cao này gần như tương đương với loài hươu cao cổ, và điều này lại hoàn toàn không phù hợp với vẻ ngoài của sinh vật trong truyền thuyết Gryphon.
Ví dụ điển hình khác là loài báo săn, loài với tốc độ có thể đạt đến 120 km/h, chúng được thiết kế sinh học để trở thành loài có vận tốc nhanh nhất, loài vật chạy nhanh nhất trên đất liền với cấu trúc cơ thể thon gọn, mảnh mai và dáng dài, cao nhỏng cho thấy là động vật có cấu trúc thân hình gần như hoàn hảo dành cho việc đua tốc độ nước rút, những thiết kế cơ thể được tinh chỉnh cho phù hợp với tốc độ cao theo những nguyên tắc động lực học. Chúng có thân hình thon dài, phần đầu nhỏ, gọn, mõm ngắn, bụng thon, chân dài, khoẻ và lưng dài uyển chuyển giúp báo có thể đạt tốc độ tối đa. Một con báo săn trưởng thành cân nặng trung bình vào khoảng 65 kg cái đuôi dài 60–84 cm (24–33 in).
Phần xương ống của nó được thiết kế hoàn hảo, bộ khung xương của báo săn nhẹ và đặc biệt là khoảng 60% khối lượng cơ bắp định vị trên xương sống, xương sống kéo dài và chụm lại bổ sung lực giúp cho sải chân của nó rộng thêm 0,7m giúp nó đạt gần 8m trong mỗi bước chạy và chỉ cần 04 bước là đạt tốc độ tối đa khi không có vật cản, đó là bí quyết cho những sải chân thần tốc, giúp nó có thể thực hiện 01 cuộc tăng tốc ngoạn mục từ 0 đến 95 km chỉ trong vòng 03 giây, báo săn còn có cấu tạo với một sợi giây chằng kết nối trực tiếp cổ với cột sống cho phép nó ổn định hình ảnh quang học giúp nó ngay khi ở tốc độ cao cổ và đầu hoàn toàn ổn định di chuyển thẳng về phía trước như một mũi tên làm tăng độ chính xác khi đuổi theo con mồi.
Khác với các loài mèo khác thì các móng của báo săn không co lại được nhưng để duy trì tốc độ, con báo dựa vào bộ móng vuốt quan trọng này, với bộ móng vuốt được thiết kế để bám chặt vào nền đất giúp nó tạo ra lực kéo liên tục và tạo phạm vi di chuyển rộng nhất, nó còn đóng vai trò như đinh dày của các vận động viên điền kinh khi tạo nên một lực đẩy bổ sung, với bộ vuốt cắm trên mặt đất, khi chúng chạy sẽ hoàn toàn chạy trên bộ vuốt của mình sẽ giảm đi ma sát giữa con báo với mặt đất, giúp chúng chạy nhanh hơn để săn mồi. Dù chạy ở tốc độ cao nhưng nó vẫn có thể chuyển hướng nhanh theo động tác chuyển hướng của con mồi đó là nhờ vào cái đuôi dài 76cm, đuôi của báo dài so với cơ thể và rất khỏe, giúp nó giữ thăng bằng như cái bánh lái khi đang rượt ở tốc độ cao. Khi cơ thể được thiết kế để dành riêng cho việc tăng tốc, móng vuốt và đuôi giúp nó cân bằng và sự nhanh nhẹn để có thể chuyển hướng và với bước chân dài hơn thì nó có thể áp sát, bắt kịp con mồi nhanh nhẹn như linh dương.
Nhưng mỗi sự thích nghi để đạt tốc độ cao thì có một sự đánh đổi và hi sinh, với phần đầu nhỏ, gọn, mõm ngắn giúp nó đạt được tốc độ tối đa nhưng đổi lại sẽ là bộ hàm yếu và răng nhỏ, các móng vuốt không rút hết vào tạo nên lực đẩy và sự lanh lẹ nhưng điều này có nghĩa là nó không có một vũ khí nguy hiểm nào, con báo có thể đẩy được con mồi xuống nhưng những móng vuốt của nó lại không giữ được con mồi, nó không đủ lực để xé con mồi, răng và hàm không đủ khỏe để thực hiện được một đòn cắn hoặc mồm to để ngoạm gọn mồi. Khung xương nhẹ giúp con báo di chuyển nhanh và lanh lợi, nhưng khung xương nhỏ nghĩa là cơ thể nhỏ nên nó thường nhẹ hơn các loài săn mồi, nhẹ hơn nhiều so với các loài mèo lớn, thậm chí còn nhẹ hơn cả những con mồi. Báo săn dễ bị tổn thương vì thân hình mảnh khảnh, nó dựa vào tốc độ để kiếm ăn nên việc dính chấn thương sẽ làm chúng chậm đi và chết dần nên chúng luôn tránh đối đầu với các loài thú khác.

### Kích thước thú săn mồi

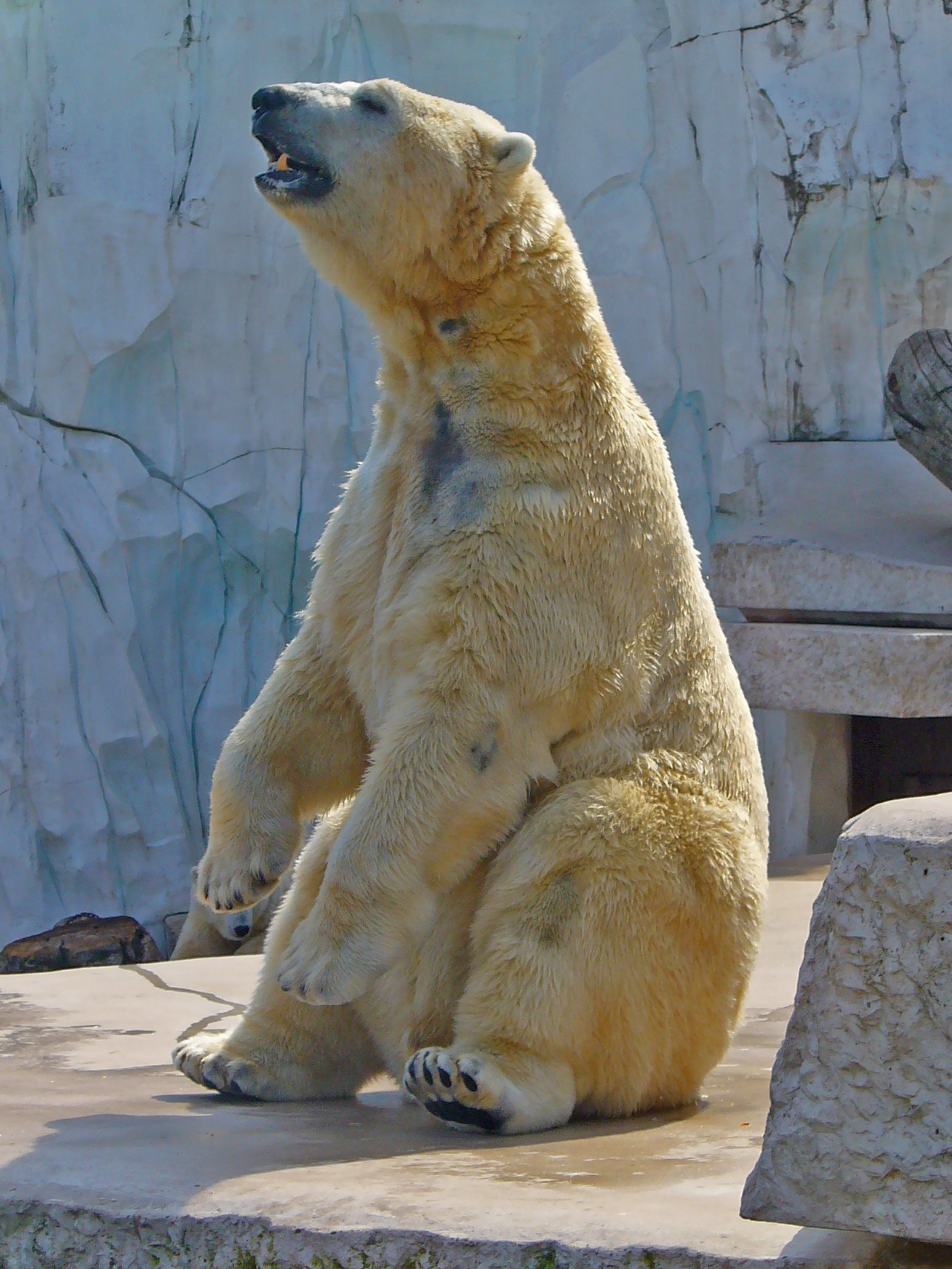
Gấu trắng Bắc Cực là thú săn mồi có kích thước lớn nhất trên cạn

Một quy tắc chung là một con vật càng nhỏ thì sẽ càng nhanh nhẹn ví dụ có thể so sánh độ linh hoạt của con chuột nhắt với một con voi sẽ thấy rõ, hoặc những con vật nhanh nhẹn như sóc. Vấn đề tỷ lệ sinh học ảnh hưởng tới mặt khác của thế giới động vật là kích thước của các loài ăn thịt. Gấu trắng Bắc Cực là loài thú săn mồi lớn nhất trên cạn với trọng lượng 700 kg, chắc chắn đó sẽ là nỗi ác mộng cho loài vật nào chạm trán một con gấu Bắc Cực giữa vùng băng giá khi chúng đang đói. Tuy nhiên, nếu so sánh gấu trắng bắc cực với loài thú ăn cỏ trên cạn lớn nhất là voi châu Phi với trọng lượng khoảng 4 tấn thì con gấu Bắc Cực có vẻ khá nhỏ thó, hoặc như là các loài săn mồi đáng sợ nhất như sư tử, hổ, báo đều có kích thước khiêm tốn so với tê giác hay hươu cao cổ.
Điều giới hạn kích thước của các loài thú săn mồi là tương quan cơ thể và sự nhanh nhẹn. Để có thể là một loài săn mồi, yếu tố quyết định là phải nhanh, dẻo dai, linh hoạt, tốc độ. Và cách duy nhất để có được một cơ thể nhanh nhẹn đó là có vóc dáng, hình thể và cấu trúc phù hơp để đảm bảo cân bằng trọng lực và các yếu tố vật lý khác như gia tốc, động lực. Nếu một con báo săn có kích thước của con voi mà chạy bộ với tốc độ 40 km/h thì coi chắc chắn nó sẽ chết đói trên thảo nguyên trong khi cả đàn linh dương tung tăng xung quanh đầy nhanh nhẹn và thoăn thoắt. So với các loài săn mồi to xác cùng họ mèo lớn như sư tử, hổ, báo đốm thì báo săn (báo bờm) có kích thước cơ thể nhỏ nhất nhưng lại có tốc độ cao nhất.
Chính sự chọn lọc tự nhiên đã thiết kế sinh học và giới hạn khiến các loài săn mồi không thể vượt quá một kích thước nhất định. Nghiên cứu về mối liên hệ giữa kích cỡ sinh vật và vận tốc của chúng cho thấy những động vật có tốc độ chậm chạm thường thì sẽ đạt kích cỡ to lớn bất thường, hai yếu tố này sẽ bù trừ cho nhau để đảm bảo cân bằng cho tự nhiên phù hợp với các nguyên lý về động lực học. Mặt khác, khi một loài thú vượt qua kích cỡ của một con gấu Bắc Cực, chúng sẽ chỉ có duy nhất một lựa chọn để sống sót là tìm ăn ở những nguồn sống dễ kiếm hơn và không cần đuổi bắt, điều đó giải thích vì sao các loài thú có tầm vóc to lớn nhất luôn là những động vật ăn cỏ (ví dụ như voi, tê giác, hà mã, bò tót, trâu rừng, hươu cao cổ).
Những loài khủng long cở nhỏ như loài Velociraptor sẽ đi săn theo đàn và dùng vận tốc nhanh để rượt đuổi bắt con mồi như đàn sói, ngược lại với loài khủng long bạo chúa to lớn chỉ có tốc độ khoảng 27 km/h thì sẽ đơn độc rình mồi như loài hổ. Cấu tạo cơ thể của T-Rex khác xa so với các sinh vật hiện đại với chiếc đuôi lớn và cái đầu khổng lồ khiến phần lớn trọng lượng cơ thể của nó bị phân phối ra xa trọng tâm của con vật. Điều này khiến mỗi lần xoay trở, chúng phải hãm một mô men quay rất lớn nên rất khó khăn, cũng giống như những khó nhọc khi một người ôm ngang 1 tấm ván thật nặng và sau đó liên tục xoay người sang trái rồi sang phải. T-Rex phải mất tới 3 giây để quay cơ thể được 45 độ trong khi con người có thể làm điều này chỉ trong 1/3 giây. Việc xoay trở chậm chạp sẽ khiến T-Rex không thể đuổi bắt hiệu quả các con mồi nhỏ và nhanh nhẹn. Bộ hàm và kích thước cơ thể của T-Rex được các nhà cổ sinh vật học xem như một sự kết hợp hoàn hảo của sinh vật ăn xác thối chứ không phải là một loài vật săn mồi thượng thặng.

### Kích thước côn trùng

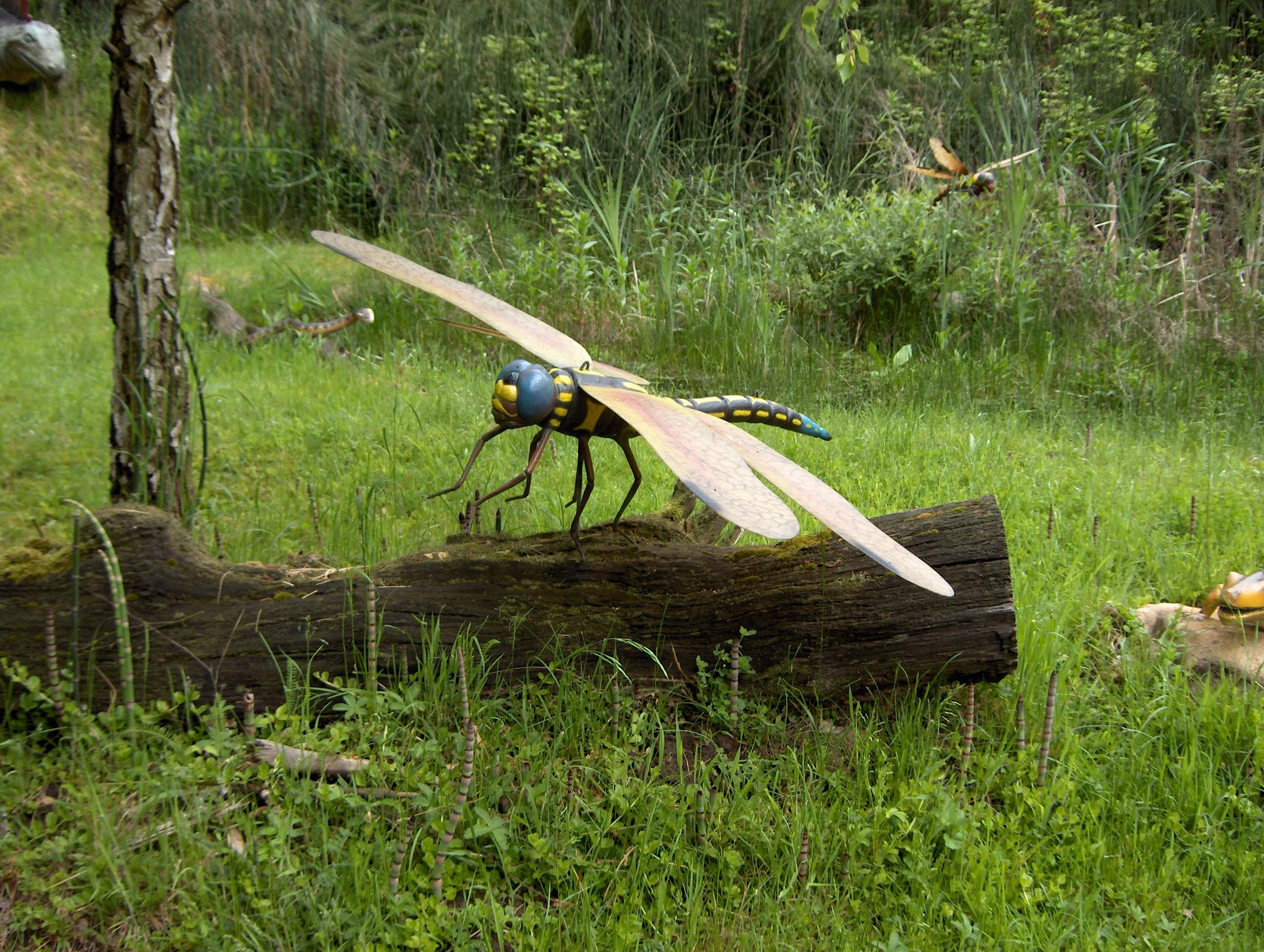
Mô hình về một con chuồn chuồn khổng lồ cổ đại Meganeura

Trong quá khứ những loài côn trùng đã phát triển mạnh và có kích thước rất to lớn, từng phát triển tới kích thước khổng lồ nhưng tới nay chúng lại trở thành những sinh vật nhỏ bé và dễ dàng bỏ mảng chỉ bởi một cú đập tay của con người. Việc thu nhỏ là kết quả của việc thích nghi với môi trường, theo thời gian và sự tiến hóa của cuộc sống, những loài côn trùng đã dần trở thành kích thước nhỏ. Nói về kích thước động vật chân đốt khổng lồ (hay những con Bọ khổng lồ), Charles Q. Choi cho rằng rằng nếu bầu khí quyển có tỷ lệ oxy cao hơn, động vật chân đốt (bao gồm côn trùng) sẽ có thể phát triển lớn hơn một chút trước khi khí quản của chúng trở nên quá lớn và không thể phát triển thêm nữa, trên thực tế, vào những năm đầu của trái đất, khi bầu khí quyển giàu oxy hơn, chuồn chuồn có kích thước như một con quạ không phải là một cảnh tượng hiếm gặp.
Các nhà khoa học đã khám phá nhiều sinh vật khổng lồ là côn trùng, với những con gián to như chuột, những loài muỗi dài và to như ngón trỏ, các loài côn trùng chân đốt có thể dài tới 1,55 mét, loài cuốn chiếu dài 1,8 mét, những con thiêu thân có thể nằm chật đĩa ăn, đặc biệt là loài chuồn chuồn Meganeura với sải cánh 80 cm là những con côn trùng lớn nhất ở mọi thời đại, chúng sống ở kỷ Carbon nên còn được gọi là "thời đại côn trùng khổng lồ". Những loài động vật chân đốt khổng lồ này đã sống trên Trái Đất khoảng 50 triệu năm và biến mất trong thời kỳ tuyệt chủng hàng loạt, sau đó chúng lại được tái sinh một lần nữa nhưng kích thước của chúng lại nhỏ bé hơn nhiều so với trước đó. Trong 150 triệu năm đầu tiên trong sự tiến hóa của côn trùng, kích thước cơ thể của chúng có mối tương quan sinh trưởng nhất định với nồng độ oxy tại thời điểm đó.
Thời đại của những con côn trùng khổng lồ Trái Đất lại giàu oxy vì kỷ Carbon là thời kỳ thịnh vượng của giới thực vật. Vào thời điểm đó, khí hậu ấm áp và ẩm ướt, rất có lợi cho sự phát triển của thực vật. Thực vật trên cạn dần di chuyển từ dọc các bờ biển vào đất liền, tạo thành rừng và đầm lầy và khiến cho hàm lượng oxy cao hơn ngày nay rất nhiều, hàm lượng oxy trong khí quyển thời kỳ Carbon có thể cao tới khoảng 35%, cao hơn nhiều so với mức hiện tại (khoảng 21%). Trong một môi trường có hàm lượng oxy cao, côn trùng có xu hướng tăng kích thước cơ thể lớn hơn, tuy nhiên, mối quan hệ này cũng dần biến mất theo thời gian và côn trùng cũng trở nên nhỏ hơn vì bầu khí quyển hiện nay không đủ oxy để côn trùng hô hấp tốt hơn. Ở kỷ Carbon, bầu khí quyển giàu oxy hơn, khi phân tích thành phần hóa học của đất, định lượng được nồng độ oxy trong khí quyển vào kỷ Carbon là 35% (hiện nay chỉ là 21%) và giảm còn 15% vào kỷ Permi là thời kỳ mà côn trùng khổng lồ biến mất.
Bộ máy hô hấp của côn trùng không giống như con người (không khí không đi qua miệng hay mũi), cách côn trùng hô hấp là để không khí đi qua hàng chục lỗ nhỏ ở bụng và ức, rồi tiếp tục đi sâu vào cơ thể, đến từng tế bào qua mạng lưới ống li ti. Để không khí lưu thông trong mạng ống đó, côn trùng không có hệ thống bơm giống như các cơ hô hấp làm căng phồng 2 lá phổi của con người, các loài côn trùng cũng không có phương tiện chuyển tải như máu của động vật có xương sống theo kiểu đưa không khí đến các tế bào nhờ sức ép của tim. Ở côn trùng, oxi được phân phối một cách tự do, tựa như được hút từ môi trường đậm đặc (khí quyển) sang môi trường loãng (bên trong tế bào), những côn trùng khổng lồ có mạng ống hô hấp dài hơn nên cơ chế hẳn phải phức tạp hơn. Sức hút tạo ra do sự chênh lệch áp suất oxy bên trong tế bào và môi trường bên ngoài phải rất mạnh để có thể đưa không khí đến đầu ống, mà sức hút này tỷ lệ với nồng độ oxy trong không khí. Nên nếu các giống côn trùng khổng lồ không còn hiện hữu, có lẽ vì thành phần không khí hiện nay không còn thích hợp với chúng.
Sau đó 50 triệu năm đến kỷ Permi, khí hậu địa cầu đã thay đổi, mưa ngày càng hiếm hơn và hầu hết các khu vực đều trở thành hoang mạc. Gần 1/3 loài động và thực vật ở kỷ Carbon không chịu nổi sự thay đổi và biến mất, côn trùng và các giống không xương sống lại sinh sôi nảy nở nhưng đồng thời cũng teo nhỏ đi. Ngoài ra, thời điểm khi hình dạng cơ thể của côn trùng nhỏ lại trùng với sự gia tăng số lượng của các loài chim săn mồi cổ đại, chúng tiến hóa để có thêm đôi cánh gần như tương tự với những loài chim hiện đại, khả năng săn mồi của chúng được cải thiện rất nhiều, đồng nghĩa với việc những loài côn trùng lớn sẽ dễ dàng bị phát hiện và dễ dàng trở thành mục tiêu. Sự tuyệt chủng hàng loạt của kỷ Phấn trắng cũng như sự tiến hóa của các loài chim đã một lần nữa khiến cho các loài côn trùng thu nhỏ kích thước của mình để có thể tồn tại và trở nên khó phát hiện hơn. Sự xuất hiện tính trạng khổng lồ có thể đơn giản chỉ là kết quả của sự chạy đua giành sự sống giữa con mồi và kẻ thù (chạy đua tiến hóa), vào thời đó, các loài bò sát trên đất liền, mà một số rất thích ăn côn trùng, đã phát triển, những giống côn trùng khó bị phát hiện tất nhiên là những con bé nhỏ.

### Cấu trúc cơ thể
Nhiều quá trình sinh lý và sinh hóa (chẳng hạn như nhịp tim, nhịp thở hoặc sự mắn đẻ) cho thấy sự liên quan đến tỷ lệ giữa tiết diện bề mặt và khối lượng (hoặc thể vóc, tầm vóc) của loài vật. Tỷ lệ trao đổi chất của một cá thể động vật cũng tùy thuộc vào thân hình cơ thể. Định luật Kleiber làm rõ về tỷ lệ trao đổi chất và khối lượng cơ thể là các loài có thân xác lớn hơn (ví dụ như voi) có tỷ lệ trao đổi chất theo khối lượng cụ thể thấp hơn và nhịp tim thấp hơn, so với các loài có thân hình nhỏ hơn (ví dụ như chuột nhắt). Về đặc điểm cơ sinh trắc học thì các đặc điểm cơ bắp của động vật giống nhau ở nhiều loại kích thước động vật, mặc dù kích thước và hình dạng cơ bắp có thể và thường thay đổi tùy thuộc vào các điều kiện môi trường sống của chúng nhưng bản thân mô cơ vẫn duy trì đặc điểm co bóp và không thay đổi theo kích thước của con vật mà yếu tố sinh lý trong cơ sẽ ảnh hưởng đến số lượng sợi cơ và độ co bóp của cơ. 

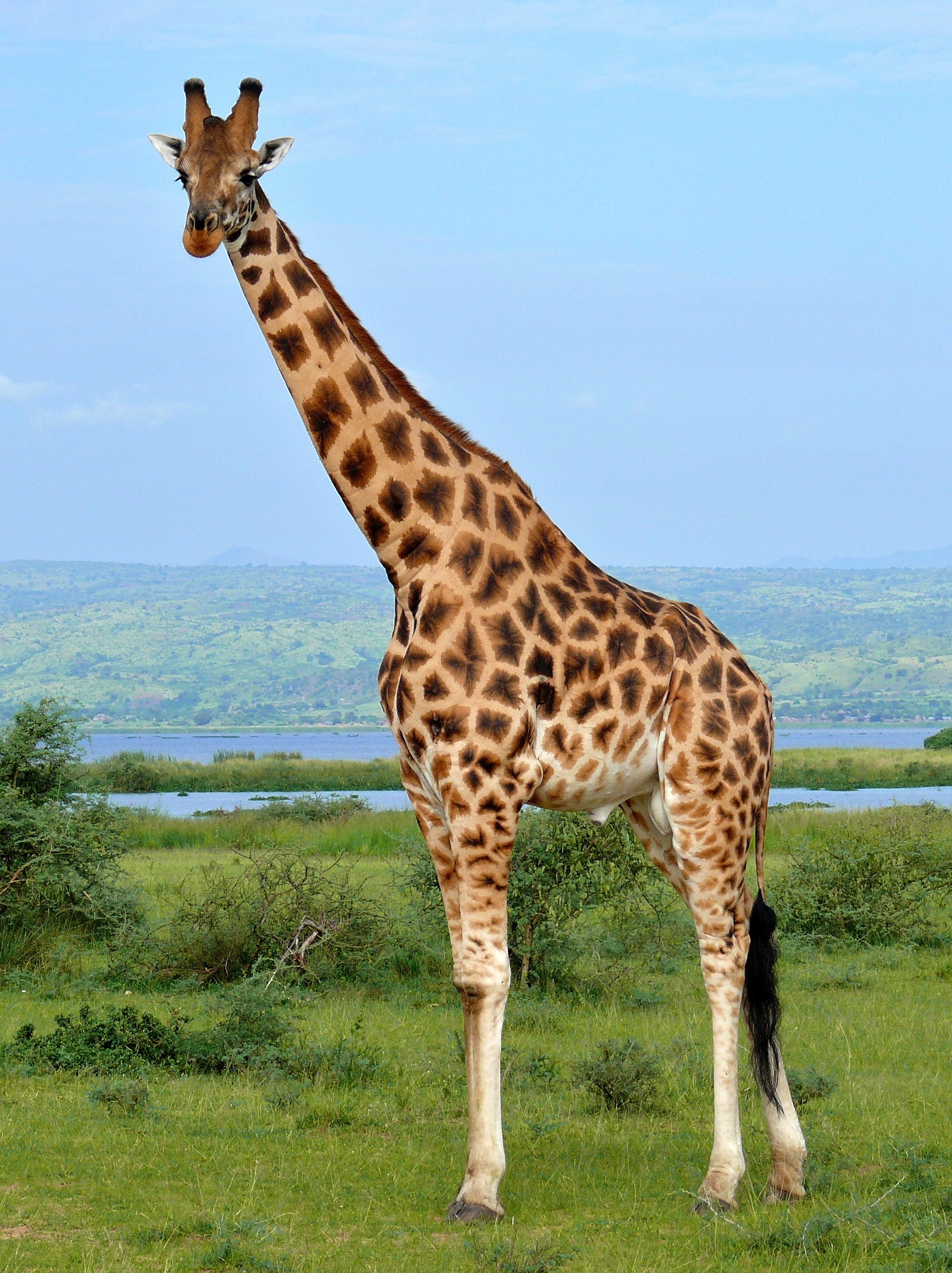
Hươu cao cổ có hình thù đặc biệt nhưng không phải là bất thường về cấu trúc

Vấn đề về trọng lượng đối với một sinh vật biết bay thực sự quan trọng, bởi nó là một trong những điều kiện quyết định loài động vật đó có phù hợp với việc bay hay không, điển hình cho việc này là loài chim. Trên không trung, ảnh hưởng sức hút của Trái Đất càng rõ ràng hơn dưới mặt đất vì không khí chỉ có một lực nâng rất nhỏ cho các sinh vật. Chỉ có giống chim nhỏ mới có thể dang cánh để bay lượn vì việc này nên đòi hỏi phải có cơ bắp ở ngực khá lớn và trọng lượng nhẹ và tương đối nhẹ. Những giống chim có thân hình đồ sộ không còn chỗ để chứa những khối cơ ngực lớn nên đà điểu, một số chim lớn ở Nam Mĩ và Úc có thân thể nặng đến nỗi không bay lên nổi, một con đà điểu trưởng thành cao từ 2-2,5m, nặng từ 70–130 kg, chúng quá nặng để cất cánh. Hoặc vịt nhà, do thuần hoá và chăm bẵm béo tốt, chúng tồ đến nỗi không bay được hoặc có bay, nhưng không bay được xa
Hươu cao cổ có hình thù trông như một sinh vật kỳ dị nhưng nó là một loài động vật hoàn toàn tồn tại thực ở thế giới tự nhiên, chúng không phải là một loài động vật đặc biệt phi lý dù phân tích ở bất kỳ góc độ nào. Trọng lượng của hươu cao cổ chưa đến 1 tấn, với thể trọng như vậy thì chúng vẫn chưa thể so sánh với những loài động vật to lớn trong lịch sử sự sống, chúng chưa thể so được với voi, tê giác, hà mã thậm chí không thể so với loài vật nặng nhất trong lịch sử hiện còn sống là cá voi xanh, có thể đạt tới 180 tấn, và cũng chưa thể so được với các loài vật tiền sử như Voi ma mút từng sống có thể lớn tới trọng lượng 12 tấn, hay loài Paraceratherium có thể nặng 30 tấn. Có thể thấy, ngay cả trong số các loài động vật có vú, cân nặng của hươu cao cổ cũng không quá đặc biệt.
Còn nếu xét từ góc độ chiều cao thì có lẽ chiều cao của hươu cao cổ vẫn còn khiêm tốn, hươu cao cổ không phải là loài động vật cao nhất và cũng không phải là sinh vật có cái cổ dài nhất, hươu cao cổ thường cao từ 6 đến 8 mét, nhưng loài Paraceratherium có thể cao tới hơn 9 mét, loài này cũng có điểm tương đồng với hươu cao cổ, chúng đều là những động vật ăn lá trên tán cây nên cần phải tiến hóa để phát triển chiều cao. Còn về chiếc cổ dài của nó cũng không phải là quá bất thường vì khủng long ăn cỏ Mamenchisaurus có thân hình khổng lồ và cái cổ rất dài, chúng có thể ăn lá của các loại cây hạt trần với độ cao rất lớn, toàn cơ thể chúng dài 22 mét thì độ dài của chiếc cổ đã chiếm một nửa và dài hơn nhiều khi so với hươu cao cổ, nên cái cổ dài của hươu cao cổ hoàn toàn không phải là điều gì bất thường, có thể thấy hươu cao cổ là một loài động vật bình thường và chẳng có gì kỳ lạ trong lịch sử tiến hóa của các loài động vật trên Trái Đất.

## Đối chiếu các hình tượng
Có khá nhiều quái vật trong các bộ phim viễn tưởng, phim kinh dị hoặc những sinh vật thần thoại trong các truyền thuyết (thường là những sinh vật khổng lồ) bị các nhà chuyên môn vạch trần vì sự vô lý trong cấu tạo cơ thể của chúng. Trong suốt lịch sử phim ảnh, chủ đề về kích cỡ dường như là một mảng đề tài được rất nhiều nhà làm phim khắc họa. Kịch bản chung của các bộ phim kiểu này là phóng to một con vật nào đó (khỉ đột, bò sát, cá sấu đến các loài ruồi muỗi, kiến, gián, sâu bọ, chuột và nhiều loài khác) và mô típ tạo ra quái vật khổng lồ bằng cách phóng to một sinh vật vốn có là một cách làm được Hollywood sử dụng để tạo giật gân. Một kịch bản phổ biến giải thích cho sự ra đời của các quái vật khổng lồ từ các nhà làm phim áp dụng là do nhiễm phóng xạ, ví dụ như kiến bị nhiễm xạ trở thành khổng lồ, Godzilla là loài thằn lằn bị phóng xạ làm biến đổi gene. Tuy vậy, với những quy tắc về tương quan sinh trưởng, vật lý học và động lực học thì chúng sẽ không có thật trong cuộc sống thực:

### Quái thú King Kong

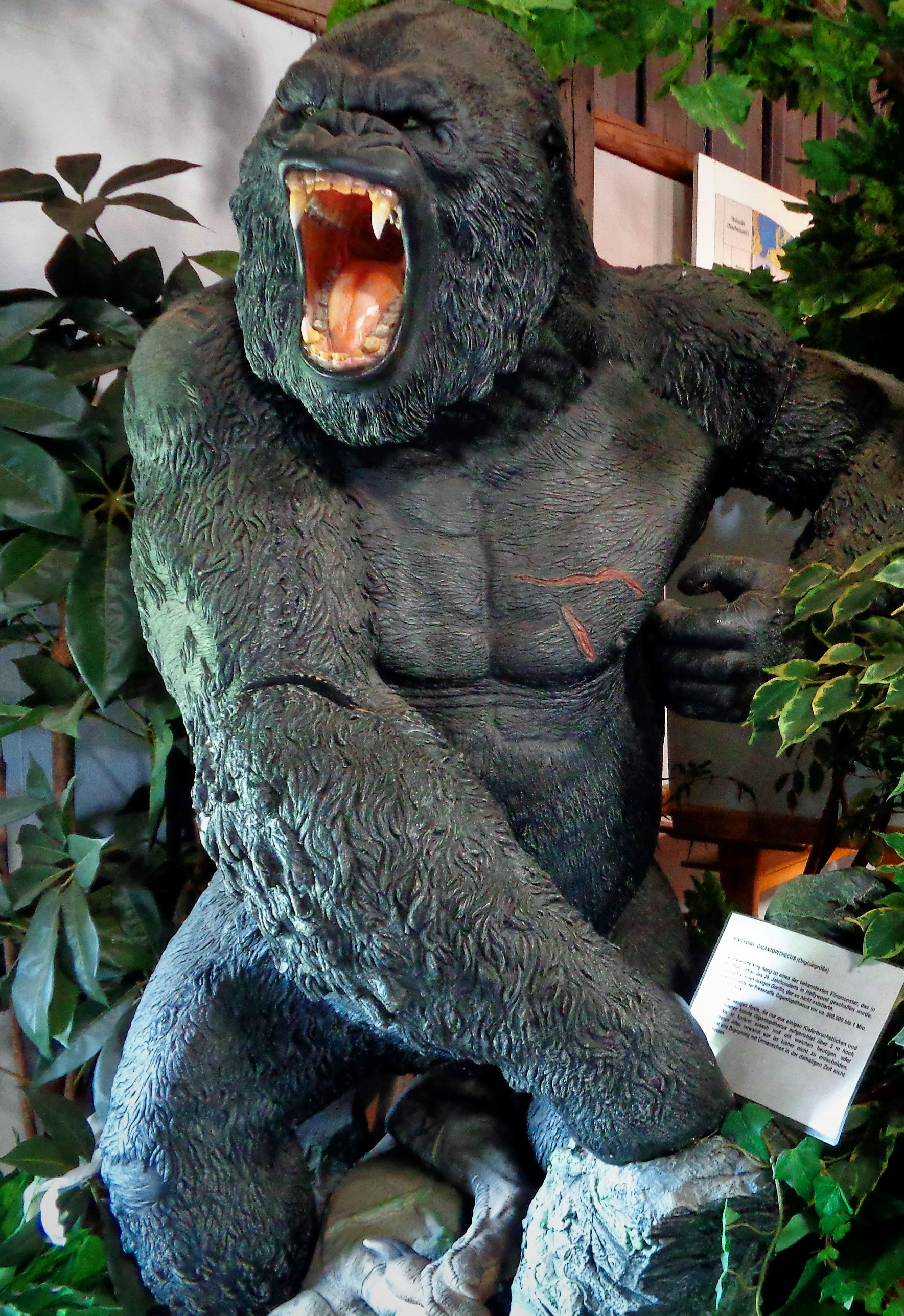
Tượng trưng bày King Kong

Các nhà làm phim Hollywood thường khắc họa King Kong là một sản phẩm từ trí tưởng tượng là một con khỉ đột được phóng to thành khổng lồ leo trèo thoăn thoắt, nhảy chuyền qua những vách núi hàng vài chục mét giống như những con khỉ thông thường. Lần đầu tiên xuất hiện năm 1993, đến 2017, King Kong chuyển thể vẫn giữ nguyên bản chất là của một con khỉ đột phóng đại n lần. Nếu như ở phiên bản King Kong năm 2005, nó chỉ cao khoảng 8m tức gấp 7 lần kích thước bình thường của một con khỉ đột bình thường và gần 22 lần so với tinh tinh thông thường, thì năm 2017, vị vua Kong cao lên tới gần 30m gấp 20 lần chiều cao trung bình của 1 con khỉ đột trưởng thành mà vẫn đang trong tuổi phát triển theo tiết lộ của nhân vật trong phim.
Trong khi King Kong trong phim là một con khỉ đột cao 8m, nặng khoảng 20 tấn thì King Kong phiên bản năm 2017 nặng khoảng 1.400 tấn, theo tỷ lệ cơ thể, nó có thể nặng gấp 15.750 lần tinh tinh thông thường, tức là lớn hơn gần 16.000 lần so với tinh tinh (cá thể tinh tinh đầu đàn thường cao 1,2m và nặng tầm 90 kg), tay Kong có khả năng nâng vật nặng 2.100 tấn (tay tinh tinh khỏe gấp đôi tay người) dù ít khi dùng hàm để chiến đấu, hàm của Kong sẽ có sức mạnh tương đương 1.893 tấn gấp 835 lần cá sấu sông Nile, tức răng khỏe hơn cá sấu sông Nile 800 lần. Để giữ cơ thể vua Kong được vững vàng, đôi chân của nó khỏe gấp nhiều lần loại máy bay lớn nhất thế giới AN-225.
Xét trên góc độ lịch sử, loài người chưa tìm ra bằng chứng nào về quái vật khỉ có kích cỡ ngang với King Kong, nó không tồn tại trong mắt các nhà khoa học, và các bằng chứng lịch sử chưa bao giờ tìm thấy sinh vật nào giống như vậy. Trong khi hiện nay, các linh trưởng được xem là có thể xác khổng lồ chỉ có tinh tinh, đười ươi và khỉ đột, trong đó khỉ phía Đông là phân loài có kích cỡ lớn nhất hiện nay. Một cá thể khỉ đột to nhất sẽ có khối lượng cơ bắp đồ sộ và nặng tới 180 kg, có thể đạt chiều cao bằng một người trưởng thành từ 1,7-1,8m là giống khỉ lớn nhất hiện nay, ngay cả Người Tuyết Yeti và Bigfoot là những sinh vật có hình hài giống khỉ cũng chỉ cao khoảng hơn 2m. Trước đây cũng từng tồn tại một loài linh trưởng khổng lồ đã tuyệt chủng là Gigantopithecus với chiều cao hơn 3m, có thể đạt tới 4m, nặng khoảng 500 kg.
Nếu vì lý do nào đó mà tồn tại một con khỉ đột cao 30m như Kong thì liệu nó có thể sống và chạy nhảy, chiến đấu như trong phim King Kong là phi lý và không thể tồn tại trong đời thực được. Đặt giả thuyết liệu một con khỉ đột với thân thể to gấp 5 lần bình thường thì về khoa học nó sẽ không tồn tại được hoặc ít nhất nếu tồn tại, hình hài của nó sẽ không thể giống như những gì các nhà làm phim nghĩ ra. Vấn đề chính là King Kong quá nhanh nhẹn so với một con vật có kích thước của nó, theo vật học, trọng lượng của 1 vật tỷ lệ thuận với thể tích của nó, khi kích thước của một vật tăng gấp đôi, thể tích và trọng lượng sẽ phải tăng gấp 8 lần, King Kong trong phim chỉ đơn giản là một con khỉ đột cỡ lớn, nên việc di chuyển tương tự như vậy là điều không thể. 

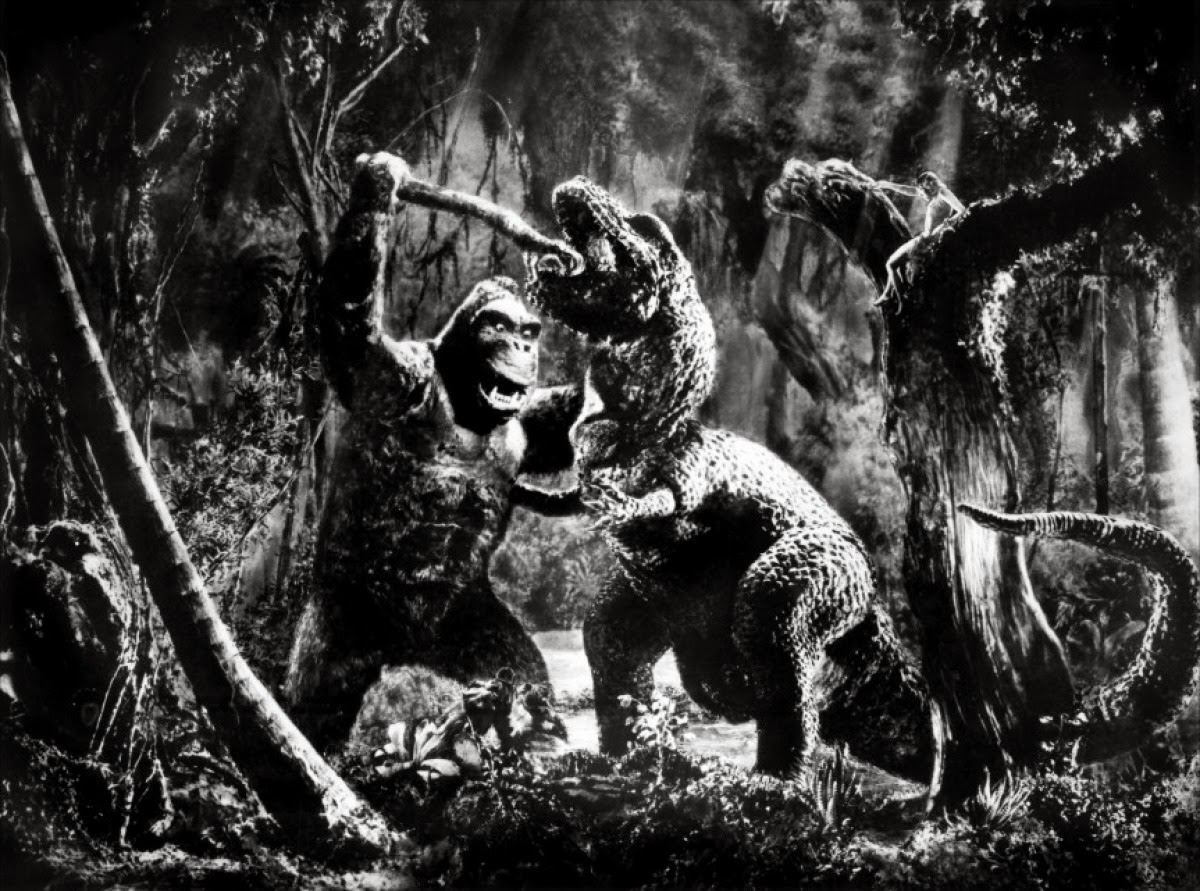
Tranh vẽ King Kong đánh nhau với Tyrannosaurus

Với công thức tương quan sinh trưởng n * n * n = n^3 lần thì có nghĩa là nếu một con khỉ đột cao 1 mét nặng 100 kg, thì King Kong năm 2005 cao gấp 8 lần (8m) sẽ có trọng lượng gấp 8 * 8 * 8 = 512 lần tương đương với 51,2 tấn. Nếu xem King Kong là khỉ đột phiên bản to gấp 5, thì trọng lượng của nó sẽ tăng 5^3 lần là 125 lần mà một con khỉ đột trưởng thành nặng 180 kg, vậy King Kong sẽ nặng khoảng 22,5 tấn. Còn nếu 1 con khỉ cao 1.5 mét nặng 100 kg, thì King Kong cao gấp 20 lần (30m) sẽ có trọng lượng gấp 20 * 20 * 20 = 8.000 lần tương đương với 800 tấn. Kích thước tăng gấp 3 nhưng trọng lượng tăng gấp 27 lần, cụ thể là khi 1 khối lập phương to gấp 3 lần kéo theo trọng lượng của nó sẽ tăng 3*3*3=27 lần trong khi diện tích mặt cắt ngang chỉ tăng có 3*3=9 lần.
Đồng thời, chân và tay của King Kong sẽ cũng sẽ to lên theo thân thể. Và khả năng chịu lực (giới hạn bền) của một chân sẽ tỉ lệ thuận với diện tích mặt cắt ngang qua cái chân đó. Điều ấy có nghĩa là khi chiều cao tăng lên 8 lần, tiết diện cắt ngang qua tay hoặc chân của King Kong sẽ tăng lên 8 * 8= 64 lần, trọng lượng thân xác tăng 512 lần nhưng tay chân lại chỉ phát triển hơn có 64 lần ở phiên bản năm 2005 và theo phiên bản năm 2017 thì chiều cao tăng lên 8 lần, diện tích mặt cắt ngang qua tay hoặc chân của King Kong sẽ tăng lên 20 * 20= 400 lần, hoặc tính chung, diện tích mặt cắt ngang chỉ to lên 25 lần, tức là khả năng chịu lực cũng chỉ tăng 25 lần. Trọng lượng tăng 8000 lần nhưng tay chân lại chỉ phát triển hơn có 400 lần, điều này khiến một con khỉ đột mà to như trên phim với kích thước của Kong thì việc bước đi còn khó nhọc chứ không thể nhảy nhót, đánh nhau được.
Mỗi bước đi, dù là nhẹ nhất của Kong cũng sẽ ẩn chứa nguy cơ gãy xương chân vì giả thuyết rằng King Kong cũng là con vật bằng xương bằng thịt chứ không phải là một con vật có bộ xương cứng chắc như thép nên mỗi bước đi bình thường đều khiến xương chân của con vật bị dồn nén tới gần giới hạn bền (độ chắc khỏe) nên sẽ gây ra rất nhiều đau đớn. King Kong là một phiên bản cỡ lớn của khỉ đột nhưng có tương quan kích thước chân và cơ thể hoàn toàn đồng dạng với một con khỉ đột bình thường nên King Kong giữ được hình dáng như một con khỉ đột bình thường là điều không thể. Những con vật có kích cỡ của Kong sẽ phải đi lại rất chậm rãi, rón rén, ngại va chạm giống như một con voi phải di chuyển từ tốn, nhưng Kong có thể bị té lăn từ trên vách núi xuống đất đầy va đập bầm dập nhưng lại ngay lập tức đứng bật dậy chạy được là sự phí lý. 

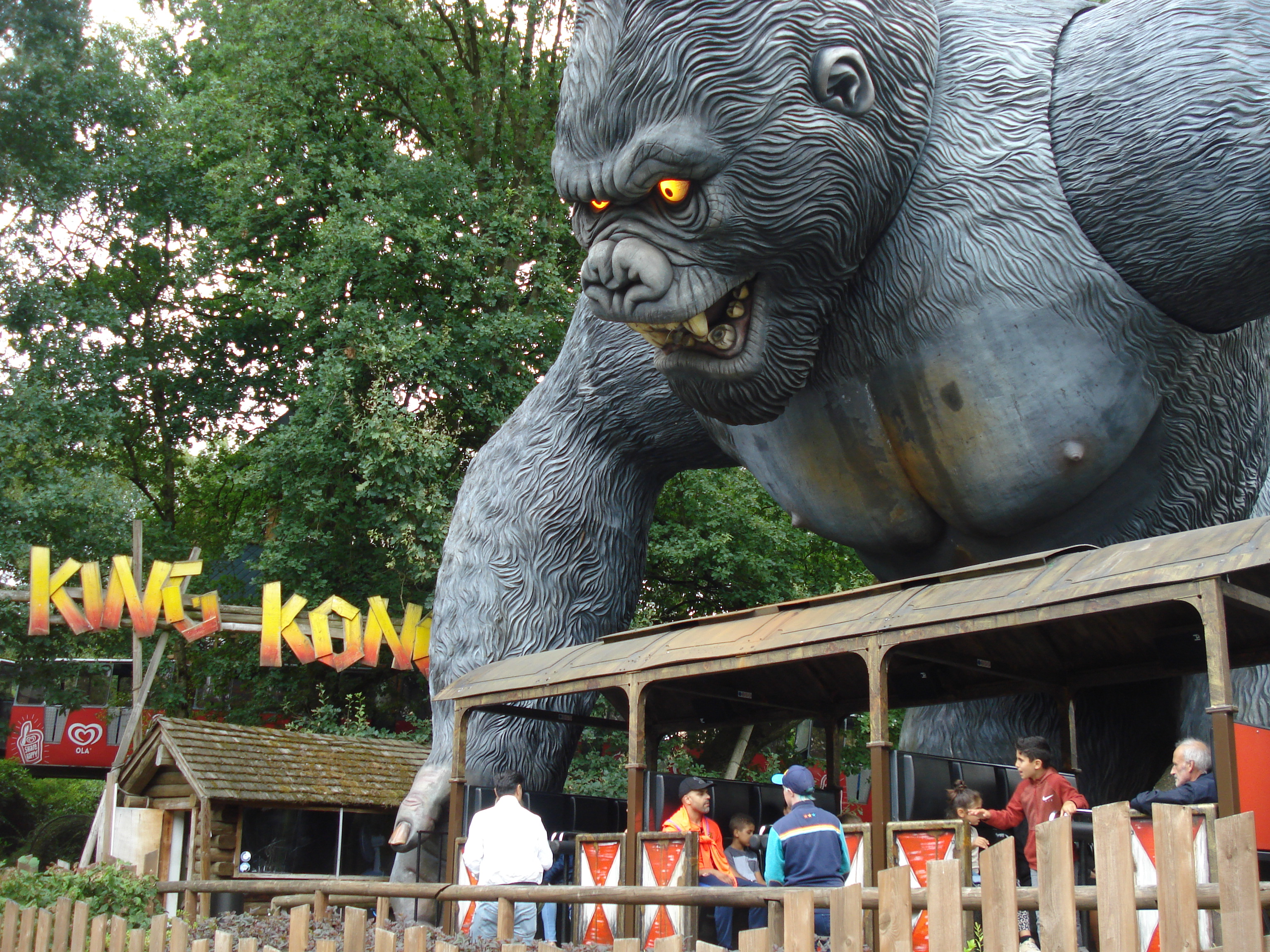
Phục dựng tượng King Kong với kích thước khổng lồ của nó

Trong trường hợp của King Kong (phiên bản nhỏ năm 2005) cao gấp 7 lần một con khỉ đột bình thường vậy thì trọng lượng của nó sẽ là khoảng 60 tấn. Một cơ thể của sinh vật đứng bằng hai chân, thậm chí kể cả đi trên bốn chân cũng chẳng thể đỡ được trọng lượng lớn như vậy, với trọng lượng như vậy mà Kong lại được tạo hình dưới dạng một sinh vật linh trưởng đi bằng hai chân, thỉnh thoảng chống tay xuống đất thành bốn chân như vua Kong thì nó chẳng thể đi được chứ đừng nói là chạy nhảy và chiến đấu như trên phim, kể cả nó có cố gắng di chuyển thì chỉ vài bước là sẽ bị gãy xương vì dồn trọng lực quá lớn, rồi một sinh vật khổng lồ mà lại không thể di chuyển được thì chỉ làm mồi cho những loài vật khác, hoặc là để có trọng lượng lớn như vậy, chúng sẽ phải có cấu tạo hình dạng cơ thể đặc biệt và hình dạng của King Kong không đáp ứng được điều này.
Một chi tiết khác là trong bộ phim vào năm 2005, cảnh quay cho thấy King Kong chỉ biết gặm tre trúc y như một con khỉ đột thực thụ nhưng với lối sống năng động và di động, chiến đấu liên tục của Kong thì chế độ ăn uống khá đạm bạc như vậy mang lại quá ít năng lượng nên nếu để đủ sức chạy nhảy mà chỉ ăn tre nứa thì Kong có lẽ phải nhai nuốt tre suốt 24/24 giờ. King Kong phiên bản năm 2017 nặng khoảng 1.400 tấn, có khả năng nâng vật nặng 2.100 tấn thì sẽ cần phải ăn hơn 46 tấn thức ăn mỗi ngày tương đương với 400.000 quả chuối nên đến phim Kong: Skull Island năm 2017, vị vua Kong khôn ngoan đã điều chỉnh chế độ ăn của mình một cách hợp lý, thay vì chỉ nhai lá cây, rễ cây vốn cung cấp quá ít calo cho lối sống tăng động, thì vua Kong đã biết cân bằng, bổ sung thêm hải sản tươi sống vào thực đơn để bù đạm với cảnh quay vua Kong ăn thịt sống con thủy quái mực lai bạch tuộc (Mire Squid) sau khi hạ nó.

### Khủng long bạo chúa

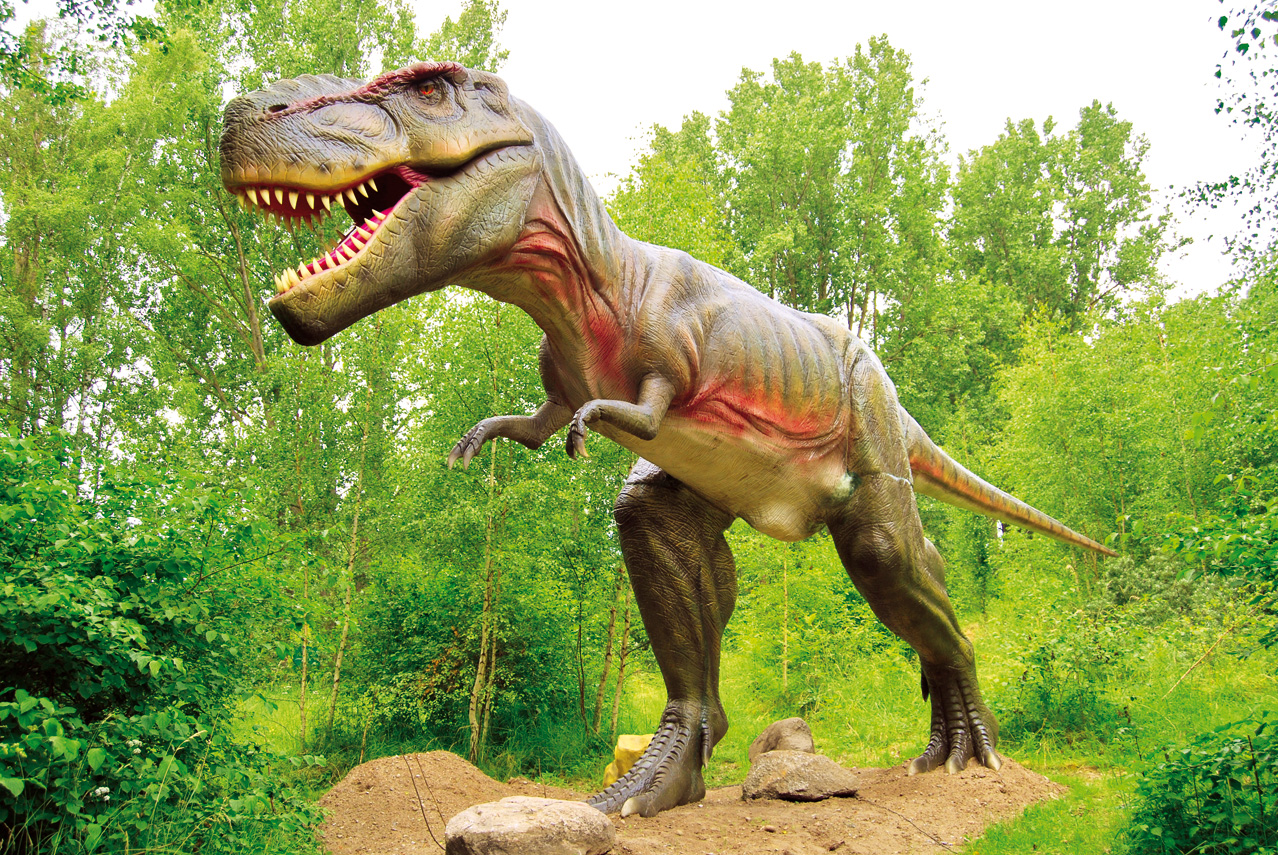
Hình tượng phổ biến trên phim ảnh của T. Rex là loài khổng lồ, nhanh nhẹn, thống trị và dữ tợn

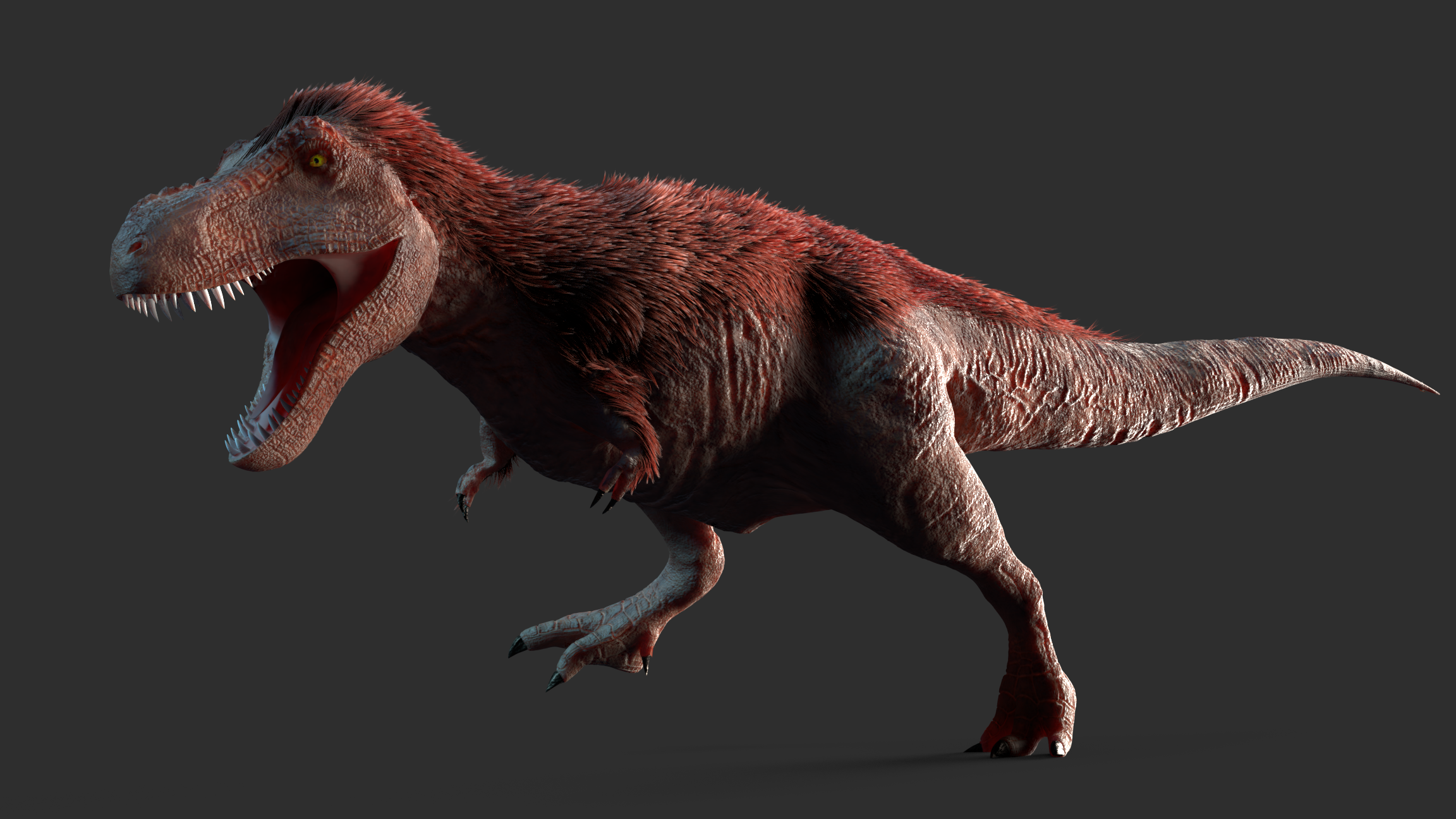
Có nghiên cứu cho rằng T.Rex là loài chậm chạp, ăn xác chết, chuyên rình mồi và cướp thức ăn, cơ thể có lông vũ và bốc mùi, hoàn toàn không như trên phim

Người ta vẫn thường nghĩ rằng khủng long bạo chúa T-Rex là một loài khủng long ăn thịt mạnh mẽ, sống trên đỉnh chuỗi thức ăn, một tên ăn thịt hung bạo, tàn sát vô tội vạ trong kỷ khủng long. Phim ảnh luôn khắc họa khủng long bạo chúa là loài hùng dũng. Trong những bộ phim của Hollywood, đây là một con quái vật kinh hoàng săn đuổi tất cả mọi sinh vật sống để thỏa mãn cơn đói của nó. Tất cả các phần Công viên kỷ Jura và rồi sau đó là King Kong đều khắc họa T-Rex là loài quái vật săn mồi hung dữ và nhanh nhẹn, đuổi theo con mồi với tốc độ của xe đua công thức 1.
Tuy nhiên sự nhanh nhẹn của T-Rex là điều không tưởng với một con vật có kích thước như vậy và thực tế chỉ ra sinh vật này không hẳn là kẻ đứng đầu chuỗi thức ăn, và cũng không oai hùng như phim ảnh đã tạo ra, có nghiên cứu cho thấy T-Rex không hơn gì một kẻ chuyên ăn xác thối, rình rập và cướp bóc chiến lợi phẩm của kẻ khác vì đôi chân trước của con quái vật quá ngắn, mắt quá nhỏ và tốc độ di chuyển quá chậm để nó có thể trở thành một kẻ săn mồi. Bộ hàm và kích thước cơ thể của nó được một số nhà cổ sinh vật học xem như một sự kết hợp của sinh vật ăn xác thối mà không phải là một loài vật săn mồi hàng đầu.
Trong bản King Kong 2005 có một đàn khủng long T-Rex và hết cảnh bộ phim là những cảnh chiến đấu giữa King Kong và đàn T-Rex hung dữ. Có một phân đoạn người xem thấy những con khủng long T-Rex ngã xuống từ vách núi cao hàng chục mét sau đó bật dậy tiếp tục cắn nhau với King Kong. Ngoài đời thực khi mà một con voi có thể gãy chân chỉ sau cú rơi chừng 2 mét thì việc một con T-Rex hay King Kong có thể chịu được những cú ngã hàng chục mét không hề gì là điều quá sức phi lý. Trong tình huống này các nhà làm phim áp dụng nguyên lý tăng tất cả các yếu tố liên quan đến con quái vật khổng lồ theo mức tuyến tính là thể trọng to hơn 8 lần thì sẽ nhảy xa hơn 8 lần, chịu được cú rơi từ độ cao gấp 8 lần, tuy nhiên sự thực hoàn toàn ngược lại là càng to lớn thì ngã càng đau.
Trong một bối cảnh phim Công viên kỷ Jura vị giáo sư John Hammond nói với những vị khách đến thăm Công viên Kỷ Jura về vận tốc 51 km/h mà con vận có thể đạt được rằng con khủng long T. rex chạy được ở vận tốc 32 dặm một giờ. Sau đó cảnh phim chiếu về con khủng long bạo chúa xổng chuồng và bứt tốc chạy đuổi theo chiếc xe Jeep chở những nhân vật chính trong phim đây là chiếc xe Jeep Wranglers đời 1992 có thể đạt tới vận tốc 144 km/h và trích đoạn này là một trong những cảnh đuổi bắt mang tính hình tượng nhất, nổi tiếng nhất ngành điện ảnh. Tuy vậy, ngoài đời thực, T.rex không thể chạy được với vận tốc 51 km/h, vận tốc thực của loài khủng long bạo chúa chỉ khoảng 20 tới 29 km/h.
Khi kết hợp giả lập động lực học của con T.rex, thuật toán Machine learning và phân tích áp lực khớp xương để tái tạo lại được chuyển động của con T. rex hoàn thiện nhất chỉ ra rằng nếu như con khủng long bạo chúa chạy ở tốc độ cao, có khi còn tung người nhảy lên khỏi mặt đất, thì nó sẽ đối mặt với nguy cơ gẫy xương chân rất lớn. Cái thân hình đồ sộ lên tới được 9 tấn kia khiến cho con T. rex khó có thể đạt tới vận tốc lớn hơn 20 km/h được. Khủng long bạo chúa T. rex sẽ gãy chân nếu như chạy với tốc độ trong phim. Khi phải đối mặt với một con T-Rex thì đừng đua tốc độ với nó trên đường thẳng mà hãy chạy thành vòng tròn xung quanh con quái vật, chỉ sau 4,5 vòng con T-Rex sẽ bỏ cuộc hoặc nó sẽ tự vướng chân mà ngã, với trọng lượng và chiều cao của T-Rex thì cú ngã đủ mạnh có thể sẽ khiến nó lập tức bị đo ván.
Thực tế, T-Rex là những kẻ chuyên rình mồi để tồn tại vì cơ thể của nó quá đồ sộ, không thích hợp với việc săn đuổi con mồi, chúng dài khoảng hơn 12 mét, cao 4 mét, và nặng 7 tấn nhỉnh hơn một con voi trưởng thành nên khi khối lượng càng lớn, độ linh hoạt càng giảm theo cấp số nhân, cấu trúc cơ thể với hai chi trước teo nhỏ, khủng long bạo chúa không thể xoay chuyển linh hoạt vì thiếu trụ điều hướng lực, rồi thì phần thân trước với đầu lớn, cổ dài, phần thân sau có đuôi dài và nặng, được cân bằng trên hai chân sau, khiến cho chúng không thể xoay trái và xoay phải nhanh chóng giống như môt người trưởng thành vác một thanh gỗ lớn trên vai thì không thể xoay chuyển một cách linh hoạt được, vì thế, khủng long bạo chúa không cách nào săn đuổi các loài sinh vật nhỏ hơn mình vì chúng xoay chuyển linh hoạt hơn và có thể nhanh chóng trốn thoát.

### Sinh vật kinh dị
Theo nhà sinh vật học Michael C. LaBarbera trong "The Biology of B-Movie Monsters" (Sinh học của phim quái vật hạng B) thì có thể có thêm những hạn chế đối với côn trùng khổng lồ, nếu chúng có thực, cụ thể là Luật hình khối vuông hay Luật bình phương-lập phương (Square–cube law) sẽ yêu cầu tỷ lệ tương ứng đối với bất kỳ sinh vật nào được thu nhỏ hoặc tăng kích thước, trái ngược với hầu hết các quái vật trong phim. Đối với những con bọ khổng lồ như trong bộ phim Them! thì bộ xương ngoài (khung xương) của chúng sẽ bao gồm các ống rỗng về cơ bản là các ống có thành vách mỏng là cấu trúc rất hiệu quả nếu chúng có kích thước hợp lý, tuy nhiên, bất kỳ tác động nhỏ nào cũng có thể khiến chúng dễ bị xô lệch, trật vỡ, ông lập luận rằng côn trùng khổng lồ sẽ phải đối mặt với áp lực lớn hơn trên các khớp của chúng (khớp chốt) do diện tích tiếp xúc rất nhỏ so với các khớp của động vật có xương sống.
Những con bọ khổng lồ trong Starship Troopers là một chủng loài ngoài hành tinh mang tên Arachnids, được miêu tả trong phim như một chủng loài nguy hiểm, có khả năng thích nghi cao, luôn tự biến đổi gien và tạo ra những loại bọ mới có sức chiến đấu cao để đối đầu lại với con người, nhưng sự tồn tại của sinh vật này vô lý vì đám bọ khổng lồ này vẫn mang kết cấu cơ thể như của loài côn trùng với lớp vỏ ngoài cứng và không hề có khung xương đỡ như các động vật có xương sống, kết cấu cơ thể như vậy chỉ phù hợp với loài sinh vật có kích thước nhỏ, tý hon như những con bọ ngoài đời thực, còn khi đạt kích cỡ khổng lồ mà vẫn giữ khung xương ngoài thì cấu trúc cơ thể chúng sẽ rất dễ bị sụm xuống.
Và nếu đúng hình dạng những con bọ như chúng xuất hiện trên phim (kể cả các bộ phim kinh dị khác về những con bọ khổng lồ) thì chỉ cần ném một hòn đá nhỏ vào chúng, chúng sẽ đổ vỡ hàng loạt như trái banh bị xì hơi xẹp xuống. Ngoài ra, loại bọ này sẽ chẳng bao giờ tồn tại được trên hành tinh của chúng, bởi kích thước của chúng quá lớn mà theo các nhà khoa học thì để đạt kích thước này, chúng phải sống ở môi trường nơi lượng oxy đạt khoảng 50-60% trong không khí nhưng khi con người chúng ta tới hành tinh lạ này mà đám bọ mà vẫn thở đều không cần mặt nạ thì chắc chắn không khí tại đó cũng giống với Trái Đất nơi chẳng bao giờ có được hàm lượng oxy lớn đến vậy cả (nồng độ oxy ở trái đất chỉ khoảng 21%).
Sarlacc trong phim Return of the Jedi là một loại sinh vật khổng lồ sống tại sa mạc, chúng ẩn mình dưới cát và sẵn sàng cắn nuốt tất cả những sinh vật nào đi ngang qua chúng (khá tương đồng như loài trùng Mông Cổ). Theo miêu tả thì chúng sẽ mở cái miệng lớn với 37.000 chiếc răng sắc nhọn đủ để nghiền nát tất cả những sinh vật xấu số bị chúng nuốt vào. Sự tồn tại của sinh vật này vô lý vì con Sarlacc trên phim là một con đã trưởng thành và nó chẳng thể di chuyển đi đâu cả, chỉ nằm một chỗ, chờ ăn thịt những sinh vật đi ngang qua mà thôi. Về cơ bản thì nó giống như một vài loại cây ăn thịt có thật trong tự nhiên, chờ con mồi (côn trùng) đi vào bẫy và ăn thịt chúng.
Nhưng, những loại thực vật ăn thịt, đơn cử như cây nắp ấm cũng chẳng thể nào sống tại sa mạc được bởi ở đó quá ít con mồi cho chúng, chưa kể đến việc chúng vẫn phải sống dựa vào nguồn dinh dưỡng khác chứ không chỉ đơn thuần từ việc săn mồi, như vậy thì một sinh vật chờ mồi như Sarlacc sống tại sa mạc sẽ chẳng thể có đủ thức ăn để lớn đến vậy. Một con Sarlacc dài tới 45 mét, tức là lớn hơn cả một con cá voi và có giả thiết cho rằng chúng lớn được đến vậy bởi chúng đã nằm tiềm phục ở sa mạc tới cả nghìn năm nên dù bắt được ít con mồi nhưng nhờ kiên trì trong thời gian dài chúng vẫn đạt được kích thước như vậy, nó không hề thực tế bởi sống hàng nghìn năm bằng cách chờ thức ăn chạy đến như Sarlacc chẳng khác nào một người trưởng thành sống cả đời chỉ với một chiếc bánh.

### Sinh vật thần thoại

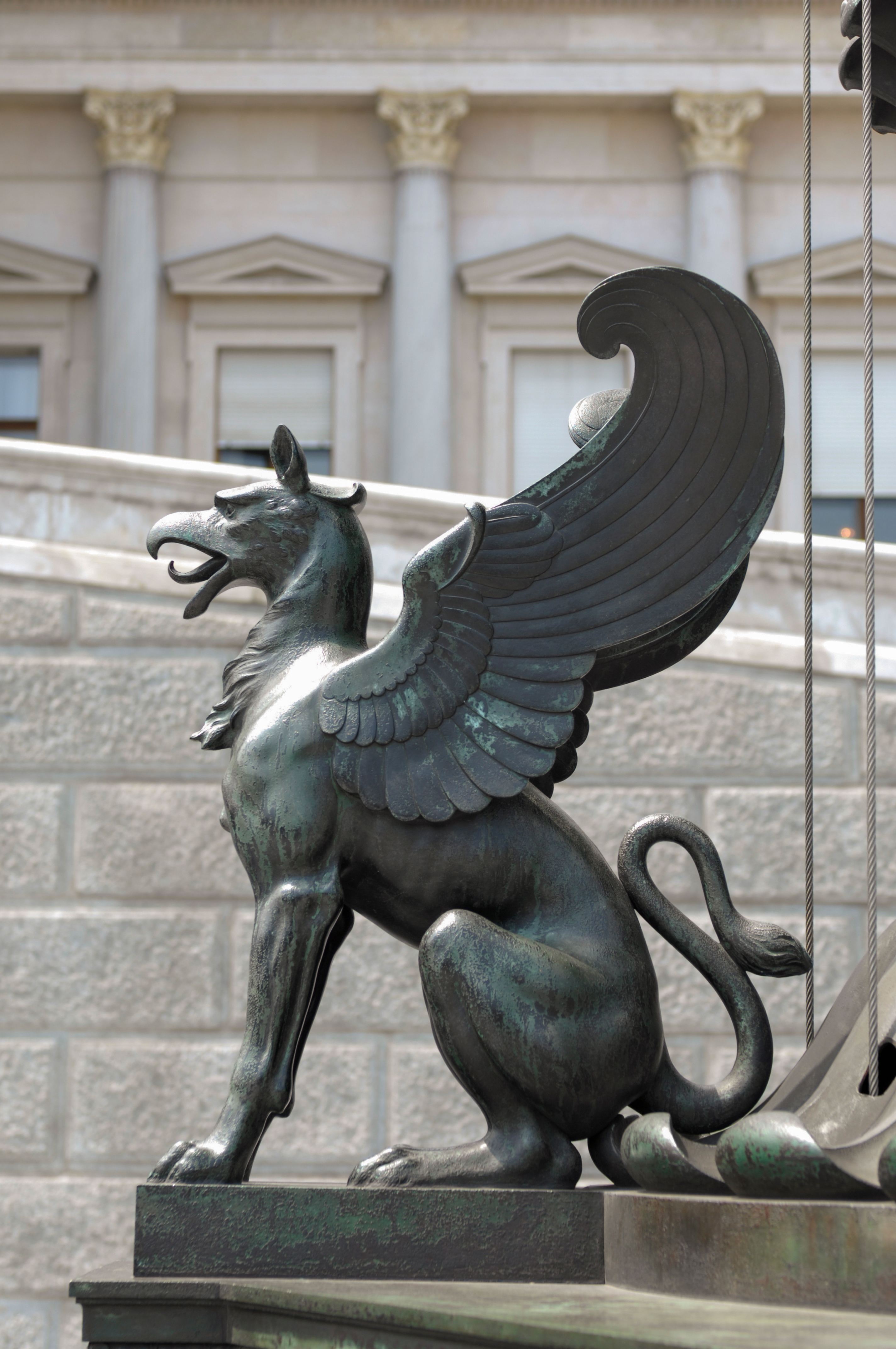
Tượng của một con Điểu sư (Griffin) ở Vienna, tỷ lệ học cho thấy đôi cánh chúng quả nhỏ để có thể nâng một con vật có kích thước như sư tử

Loài Điểu sư (Gryphon) là một sinh vật trong những câu chuyện thần thoại với thân, đuôi và chân sau của loài sư tử trong khi đó đầu, cánh và móng vuốt ở chân trước của loài đại bàng, hình dáng cơ bản của nó gần như tương tự với sư tử và trong lượng trung bình của một con Điểu sư sẽ là khoảng 240 kg, nếu tính tỷ lệ trọng lượng cơ thể với chiều dài của sải cánh thì loài này phải có sải cảnh dài ít nhất 24 mét, nghĩa là chiều dài của 1 bên cánh tương đương với một tòa nhà 4-5 tầng. Với kích thước khổng lồ như vậy thì trong lượng của lông vũ trên đôi cánh cũng có trọng lượng rất lớn (lớn hơn trọng lượng của một con sư tử trưởng thành) và cũng không thể có khả năng bay.
Tỷ lệ cơ thể như hình thể loài Điểu sư này cũng hoàn toàn phi lý đối với lịch sử tiến hóa của các sinh vật trên Trái Đất nên một sinh vật có sải cánh 24 mét sẽ không thể mang trọng lượng và thân thể của loài sư tử, mặc dù có vẻ ngoài hùng dũng, nhưng rõ ràng Điểu sư sẽ là sinh vật không thể bay. Điểu sư là những sinh vật trong truyền thuyết, chưa từng nhìn thấy chúng ngoài đời thực, chúng không hề tồn tại vì hình dạng của nó thực sự bất thường nên không loài vật nào có thể tiến hóa thành hình dạng đó, ngoại trừ các sinh vật do con người tưởng tượng. Cấu trúc của sinh vật tưởng tượng này hoàn toàn phi lý và không hề phù hợp với bất cứ loài động vật nào trên Trái Đất.
Không thể có một con vật có vóc dáng như sư tử mà chỉ sở hữu một đôi cánh nhỏ nhắn như trong các câu truyện thần thoại, giống loài này hoàn toàn không phù hợp để có thể xuất hiện trong môi trường tự nhiên. Nếu chúng tồn tại thì thực sự môi trường sống của chúng chỉ là ở trong các câu truyện cũng như trí tưởng tượng của con người và muốn bay được thì chúng phải nhờ tới phép thuật. Tương tự, nếu loài kỳ lân có cánh thì lý chúng không thể tồn tại cũng sẽ tương tự như lý do nêu trên tương tự như loài Điểu sư. Nhưng nếu nó chỉ là một con ngựa trắng có sừng dài trên đầu thì điều đó hoàn toàn không phi lý vì có rất nhiều loài động vật có sừng trên đầu với trọng lượng cơ thể tương đối lớn, phổ biến ở các loài động vật ăn cỏ như loài tê giác hay kỳ lân biển.